# 党和国家领导人
党和国家领导人是苏联及中华人民共和国等一党执政社会主义国家的一个政治术语。该词用于中国共产党领导人时，是一个指称中共中央和国家机构层面具有特定职务及级别高级领导人的政治术语，分为「国家级正职」（正国级）、「国家级副职」（副国级）。级别从正国级首位的中共中央总书记至副国级末位的全国政协副主席，常见于中国大陆媒体报道、官方公文中。

## 职位序列
新华网《党和国家领导人》资料网页列出当今“党和国家领导人”的结构和名单，包括担任下列机构的21种职位、占100个职数的68名领导人，以中共中央总书记为首，到全国政协副主席为止：
- 中华人民共和国唯一执政党中国共产党中央组织的3大机构的主要领导人：
  - 中国共产党中央委员会：总书记
  - 中国共产党中央政治局常务委员会：常务委员
  - 中国共产党中央政治局：委员
  - 中国共产党中央书记处：书记
  - 中国共产党中央军事委员会：主席、副主席
  - 中国共产党中央纪律检查委员会：书记
- 中华人民共和国七大国家机构的主要领导人：
  - 中华人民共和国主席（国家机构）：国家主席（职位）、国家副主席（职位）
  - 全国人民代表大会常务委员会：委员长、副委员长
  - 中华人民共和国国务院：总理、副总理、国务委员
  - 中华人民共和国中央军事委员会：主席、副主席
  - 中华人民共和国国家监察委员会：主任
  - 中华人民共和国最高人民法院：院长
  - 中华人民共和国最高人民检察院：检察长
- 中国共产党领导的多党合作和政治协商制度下该国首要统一战线组织中国人民政治协商会议的全国委员会的主要领导人
  - 中国人民政治协商会议全国委员会：主席、副主席

此外，曾于1982年至1992年设立的中共中央顾问委员会主任、副主任、常务委员和1978年恢復设立的中央纪律检查委员会常务书记（当时设有第一、第二、第三书记），也属于党和国家领导人的范围。1955年授予的十位中华人民共和国元帅和十位中国人民解放军大将中未担任党和国家领导职务的，同样享受党和国家领导人待遇。
而中国共产党、其他党派和政协组织，中央政府和地方各级政府以及国家武装力量的其他领导干部都不属于现任「党和国家领导人」，如中央军委委员等高级军官仅属于“军队领导人”。

## 政治排名
中国共产党的最高领导人（中央委员会主席或总书记）排名一直都名列首位（除短暂的换届过渡时期），但其余职务的排名则不定。据马若德与沈迈克合著的《毛泽东最后的革命》（Mao's Last Revolution）一书，中共在“文化大革命”时期对领导人排名的先后顺序极为看重，中国共产党中央委员会主席毛泽东曾经亲自指定一些领导人的排名。1959年刘少奇接任中华人民共和国主席时，他也是排名第一的中共中央副主席，党内地位仅次于党主席毛泽东名列第二。“文革”爆发后，刘少奇在被“打倒”的过程中，他由排名第二位的政治局常委下降到排名第八位，之后再被开除出党。
一般而言，若中華人民共和國最高領導人同時擔任中國共產黨最高負責人職務，其政治排名會是第一位，但鄧小平執政時期情況卻不一樣。鄧小平在1978年12月召開的中共十一屆三中全會上被確立為實際最高領導人，當時他仍擔任「三副一長」的職務，政治排名在黨主席華國鋒和另一位副主席葉劍英之後，位列第三。到了1981年6月，鄧小平出任中共中央軍委主席，他的排名繼續保留第三位，在新任黨主席兼總書記胡耀邦和葉劍英之後。至1987年中共十三大召開後，鄧小平退任中共中央政治局委員、常委的職務，但留任中央軍委主席，排名僅次於時任總書記趙紫陽。此後至鄧小平卸下所有職務前，繼續保留排名第二的政治地位，但他在1989年中共十三屆五中全會卸任中央軍委主席後被確認為「領導核心」，正式確立其第二代最高領導人的歷史定位。
李先念任国家主席时，在六位中共中央政治局常委中排名第五，在国务院总理后面。到了杨尚昆1988年担任国家主席时，他没有进政治局常委会，但与其他领导人同列时排名第三，仅次于前后兩任总书记赵紫阳、江泽民和邓小平之后。从1993年江泽民以中共中央总书记身份兼任国家主席开始，国家主席在时隔34年后再次排名党内首位。
李鹏任国务院总理时排名高一位于先后两届全国人大常委会委员长万里（非政治局常委）、乔石（政治局常委）；转任全国人大常委会委员长后排名仍然高一位于时任国务院总理朱镕基。此后在胡温时代，委员长吴邦国排名也在总理温家宝之前。直至中共十八屆一中全會，国务院总理李克強的排名在政治局常委中才重新高於全国人大常委会委员长張德江，位列第二；张德江之后的委员长栗战书的排名也在总理李克强之后。但是自李强出任国务院总理以后，排名却仍在资历更老的全国人大常委会委员长赵乐际之前，这是否会成为中国政坛新的政治惯例尚且还有待观察。

## 现任党和国家领导人
以下依照中国内地官方媒体报道文本中的顺序列出中國共產黨和中华人民共和国现任党和国家领导人共68人（21种职位，含「中共中央军事委员会」與「国家中央军事委员会」主席副主席一個機構兩塊牌子）（2023年3月更新）和他们的现任职务等重要信息（出自官员简历等官方资料）。

### 现任正国级领导人
现任国家级正职领导人，包括中国共产党中央委员会总书记、中华人民共和国主席、中华人民共和国国务院总理、全国人民代表大会常务委员会委员长、中国人民政治协商会议全国委员会主席、中央军事委员会主席，以及未担任上述职务的其他中央政治局常委。在党和国家机构换届后，部分已卸任中央政治局常委职务、但仍继续担任国家副主席或国务院副总理等副国级职务的领导人，也会继续享有正国级待遇，并在礼宾顺序中与现任中央政治局常委排在一起，例如姚依林、李嵐清、曾庆红、張高麗、王岐山、韩正等。部分非中央政治局常委兼任的国家副主席也享有正国级待遇，如乌兰夫、王震、荣毅仁。
自2023年3月起，现任国家级正职领导人共8人：
1. 习近平　中共中央总书记，中华人民共和国主席，中央军事委员会主席
2. 李　强　中共中央政治局常委，中华人民共和国国务院总理、党组书记
3. 赵乐际　中共中央政治局常委，全国人民代表大会常务委员会委员长、党组书记
4. 王沪宁　中共中央政治局常委，中国人民政治协商会议全国委员会主席、党组书记
5. 蔡　奇　中共中央政治局常委、中國共產黨中央書記處書記（排名第一）
6. 丁薛祥　中共中央政治局常委，中华人民共和国国务院副总理（排名第一）、党组副书记
7. 李　希　中共中央政治局常委、中國共產黨中央纪律检查委员会书记
8. 韩　正　中华人民共和国副主席（国家副主席为副国级职务，但韩正曾担任第十九届中央政治局常委，享受正国级待遇）

| 排名 | 肖像 姓名 | 党职                                                                                       | 公职                                                      | 首次当选常委   | 党代会选区     | 分工 |
| ---- | --------- | ------------------------------------------------------------------------------------------ | --------------------------------------------------------- | -------------- | -------------- | --- |
| 1    | 习近平    | 中共中央总书记 中共中央军委主席 中共中央政治局常委                                         | 中华人民共和国主席 中华人民共和国中央军事委员会主席       | 2007年10月22日 | 广西           | 中央国家安全委员会主席 中央全面深化改革委员会主任 中央全面依法治国委员会主任 中央财经委员会主任 中央外事工作委员会主任 中央军民融合发展委员会主任 中央审计委员会主任 中央对台工作领导小组组长 中央军委深化国防和军队改革领导小组组长 中央军委联合作战指挥中心总指挥 |
| 2    | 李 强     | 中共中央政治局常委 国务院党组书记                                                          | 中华人民共和国国务院总理                                  | 2022年10月23日 | 上海           | 中央国家安全委员会副主席 中央全面深化改革委员会副主任 中央金融委员会主任 中央机构编制委员会主任 国家国防动员委员会主任 国家能源委员会主任 中央全面依法治国委员会副主任 中央财经委员会副主任 中央外事工作委员会副主任 中央网络安全和信息化委员会副主任 中央军民融合发展委员会副主任 中央审计委员会副主任 中央应对新型冠状病毒感染疫情工作领导小组组长                                                                        |
| 3    | 赵乐际    | 中共中央政治局常委 全国人大常委会党组书记                                                  | 全国人民代表大会常务委员会委员长                          | 2017年10月25日 | 内蒙古         | 中央国家安全委员会副主席 中央全面依法治国委员会副主任 |
| 4    | 王沪宁    | 中共中央政治局常委 全国政协党组书记                                                        | 中国人民政治协商会议全国委员会主席 中国和平统一促进会会长 | 2017年10月25日 | 贵州           | 中央全面深化改革委员会副主任兼办公室主任 中央统一战线工作领导小组组长 中央西藏工作协调小组组长 中央新疆工作协调小组组长 中央对台工作领导小组副组长 |
| 5    | 蔡 奇     | 中共中央政治局常委 中共中央书记处书记（排名第1） 中共中央办公厅主任 中央和国家机关工委书记 |                                                           | 2022年10月23日 | 北京           | 中央国家安全委员会副主席兼办公室主任 中央全面深化改革委员会副主任 中央全面依法治国委员会副主任 中央精神文明建设指导委员会主任 中央宣传思想文化工作领导小组组长 中央党的建设工作领导小组组长 中央机构编制委员会副主任 中央网络安全和信息化委员会主任 首都规划建设委员会主任 中央军民融合发展委员会副主任 党和国家功勋荣誉表彰工作委员会主任 中央学习贯彻「习思想」主题教育领导小组组长 中央保密委员会主任 中央保健委员会主任 |
| 6    | 丁薛祥    | 中共中央政治局常委 国务院党组副书记                                                        | 中华人民共和国国务院副总理 （排名第1）                    | 2022年10月23日 | 中央和国家机关 | 中央科技委员会主任 中央港澳工作领导小组组长 中央空中交通管理委员会主任 国家能源委员会副主任 国务院食品安全委员会主任 中央军民融合发展委员会副主任兼办公室主任 推进“一带一路”建设工作领导小组组长 国务院推进政府职能转变和“放管服”改革协调小组组长 粤港澳大湾区建设领导小组组长 全国绿化委员会主任 国务院第五次全国经济普查领导小组组长                                                                                      |
| 7    | 李 希     | 中共中央政治局常委 中共中央纪委书记                                                        |                                                           | 2022年10月23日 | 广东           | 中央审计委员会副主任 中央党的建设工作领导小组副组长 中央巡视工作领导小组组长 中央深化国家监察体制改革试点工作领导小组组长 |

| 排名 | 肖像 姓名 | 党职 | 公职                                      | 分工     |
| ---- | --------- | ---- | ----------------------------------------- | -------- |
| 8    | 韩 正     |      | 中华人民共和国副主席 中国红十字会名誉会长 | 外事工作 |

### 现任副国级领导人
中共中央政治局委员
| 姓氏笔画数 | 肖像 姓名      | 党职 | 公职                                                                                             | 分工 |
| ---------- | -------------- | --- | ------------------------------------------------------------------------------------------------ | --- |
| 3          | 马兴瑞         | 中央政治局委员 新疆维吾尔自治区党委书记（至2025年7月） 新疆兵团党委第一书记（至2025年7月）                   | 新疆生产建设兵团第一政治委员                                                                     | 中央新疆工作协调小组副组长 |
| 4          | 王 毅          | 中央政治局委员                                                                                               | 中华人民共和国外交部部长                                                                         | 中央外事工作委员会办公室主任 中央港澳工作领导小组副组长 中央對臺工作領導小組秘书长                                                                                  |
| 4          | 尹 力          | 中央政治局委员 北京市委书记 北京卫戍区党委第一书记                                                           |                                                                                                  | 首都规划建设委员会主任 |
| 5          | 石泰峰         | 中央政治局委员 中央书记处书记 中央统战部部长（至2025年4月） 中央组织部部长（自2025年4月） 全国政协党组副书记 | 中国人民政治协商会议全国委员会副主席 （排名第1） 中华海外联谊会会长 中国和平统一促进会执行副会长 | 中央巡视工作领导小组副组长 中央党的建设工作领导小组副组长 中央港澳工作领导小组副组长                                                                                |
| 6          | 刘国中         | 中央政治局委员 国务院党组成员                                                                                | 中华人民共和国国务院副总理 （排名第4）                                                           | 中央农村工作领导小组组长 |
| 7          | 李干杰         | 中央政治局委员 中央书记处书记 中央组织部部长（至2025年4月） 中央统战部部长（自2025年4月）                    |                                                                                                  | |
| 7          | 李书磊         | 中央政治局委员 中央书记处书记 中央宣传部部长                                                                 | 中国思想政治工作研究会会长                                                                       | 中央宣传思想文化工作领导小组副组长 |
| 7          | 李鸿忠         | 中央政治局委员 全国人大常委会党组副书记                                                                      | 全国人民代表大会常务委员会副委员长 （排名第1）                                                   | |
| 7          | 何卫东陆军上将 | 中央政治局委员 中共中央军委副主席                                                                            | 中华人民共和国中央军事委员会副主席 （排名第2）                                                   | 中国人民解放军选举委员会副主任 |
| 7          | 何立峰         | 中央政治局委员 国务院党组成员 中共中央金融工委书记                                                           | 中华人民共和国国务院副总理 （排名第2）                                                           | 中央财经委员会办公室主任 中央金融委员会办公室主任 中欧经贸高层对话中方牵头人 中美经贸对话中方牵头人 中法高级别经济财金对话中方牵头人 中俄总理定期会晤委员会中方主席 |
| 7          | 张又侠陆军上将 | 中央政治局委员 中共中央军委副主席                                                                            | 中华人民共和国中央军事委员会副主席 （排名第1）                                                   | 中央军委巡视工作领导小组组长 中国人民解放军选举委员会主任 |
| 7          | 张国清         | 中央政治局委员 国务院党组成员                                                                                | 中华人民共和国国务院副总理 （排名第3）                                                           | 国务院安全生产委员会主任 国家防汛抗旱总指挥部总指挥 国家防灾减灾救灾委员会主任                                                                                      |
| 7          | 陈文清         | 中央政治局委员 中央书记处书记 中央政法委书记                                                                 | 中国法学会会长                                                                                   | 中央港澳工作领导小组副组长 中央全面依法治国委员会办公室主任 |
| 7          | 陈吉宁         | 中央政治局委员 上海市委书记 上海警备区党委第一书记                                                           |                                                                                                  | |
| 7          | 陈敏尔         | 中央政治局委员 天津市委书记 天津警备区党委第一书记                                                           |                                                                                                  | |
| 10         | 袁家军         | 中央政治局委员 重庆市委书记 重庆警备区党委第一书记                                                           |                                                                                                  | |
| 11         | 黄坤明         | 中央政治局委员 广东省委书记 广东省军区党委第一书记                                                           |                                                                                                  | |

中共中央书记处书记
| 书记处排名 | 肖像 姓名 | 党职                                                                               | 公职                 | 分工                                                       |
| ---------- | --------- | ---------------------------------------------------------------------------------- | -------------------- | ---------------------------------------------------------- |
| 6          | 刘金国    | 中共中央委員 中共中央书记处书记 中共中央纪委副书记                                 | 国家监察委员会主任   |                                                            |
| 7          | 王小洪    | 中共中央委員 中共中央書記處書記 中共中央政法委副書記 國務院黨組成員 公安部黨委書記 | 國務委員兼公安部部長 | 公安方面工作 國務院安全生產委員會副主任 國家禁毒委員會主任 |

全国人民代表大会常务委员会副委员长
第十四届全国人民代表大会常务委员会副委员长共14人（其中非中共党员6人），按第十四届全国人大第一次会议选举产生的名单顺序：
| 肖像 姓名                   | 党职                                            | 公职                                            | 备注                                                |
| --------------------------- | ----------------------------------------------- | ----------------------------------------------- | --------------------------------------------------- |
| 李鸿忠                      | 中共中央政治局委员 中共全国人大常委会党组副书记 | 全国人大常委会副委员长                          | 中共第十九届中央政治局委员 中共天津市委原书记       |
| 王东明                      | 中共中央委员 中共全国人大常委会党组成员         | 全国人大常委会副委员长 中华全国总工会主席       | 连任                                                |
| 肖 捷                       | 中共中央委员 中共全国人大常委会党组成员         | 全国人大常委会副委员长                          | 国务院原秘书长 原国务委员                           |
| 郑建邦                      | 中国国民党革命委员会中央主席                    | 全国人大常委会副委员长                          | 全国政协原副主席                                    |
| 丁仲礼 院士                 | 中国民主同盟中央主席                            | 全国人大常委会副委员长                          | 连任                                                |
| 郝明金                      | 中国民主建国会中央主席                          | 全国人大常委会副委员长                          | 连任                                                |
| 蔡达峰                      | 中国民主促进会中央主席                          | 全国人大常委会副委员长                          | 连任                                                |
| 何 维                       | 中国农工民主党中央主席                          | 全国人大常委会副委员长                          | 全国政协原副主席                                    |
| 武维华 院士                 | 九三学社中央主席                                | 全国人大常委会副委员长                          | 连任                                                |
| 铁 凝（女）                 | 中共全国人大常委会党组成员                      | 全国人大常委会副委员长 中国文学艺术界联合会主席 | 中国作家协会原主席                                  |
| 彭清华                      | 中共全国人大常委会党组成员                      | 全国人大常委会副委员长                          | 中共四川省委原书记 中共广西壮族自治区党委原书记     |
| 张庆伟                      | 中共全国人大常委会党组成员                      | 全国人大常委会副委员长                          | 中共湖南省委原书记 中共黑龙江省委原书记             |
| 洛桑江村（藏族）            | 中共全国人大常委会党组成员                      | 全国人大常委会副委员长                          | 西藏自治区人大常委会原主任 西藏自治区人民政府原主席 |
| 雪克来提·扎克尔（维吾尔族） | 中共全国人大常委会党组成员                      | 全国人大常委会副委员长                          | 新疆维吾尔自治区人民政府原主席                      |

国务委员
| 排名 | 肖像 姓名           | 党职                                                                               | 公职                                                                                    | 分工 |
| ---- | ------------------- | ---------------------------------------------------------------------------------- | --------------------------------------------------------------------------------------- | --- |
| 1    | 李尚福 陆军上将     | 中共中央委员 中共中央军委委员 国务院党组成员                                       | 国家中央军委委员 （任期至2023年10月24日） 国务委员兼国防部部长 （任期至2023年10月24日） | 军队外交与国防动员 国家国防动员委员会副主任 |
| 2→1  | 王小洪 总警监       | 中共中央委员 中共中央书记处书记 中共中央政法委副书记 国务院党组成员 公安部党委书记 | 国务委员兼公安部部长                                                                    | 公安方面工作 国务院安全生产委员会副主任 国家禁毒委员会主任 |
| 3→2  | 吴政隆              | 中共中央委员 国务院党组成员 国务院机关党组书记                                     | 国务委员兼国务院秘书长                                                                  | 分管国务院办公厅、国家机关事务管理局、国务院参事室 联系国家信访局 国家国防动员委员会副主任 全国政务公开领导小组组长 |
| 4→3  | 谌贻琴 （女，白族） | 中共中央委员 国务院党组成员                                                        | 国务委员兼全国妇联主席                                                                  | 负责民政、人力资源社会保障、退役军人事务、体育工作， 联系文化和旅游部、国家民委、中国残联 国务院妇女儿童工作委员会主任 全国老龄工作委员会主任 国务院就业促进和劳动保护工作领导小组组长 国务院残疾人工作委员会主任 中俄人文合作委员会中方主席 中欧高级别人文交流对话机制中方主席 |
| 5    | 秦刚                | 中共中央委员 国务院党组成员                                                        | 国务委员 （2023年7月25日至10月24日） 国务委员兼外交部部长 （任期至2023年7月25日）       | 外交方面工作 中央港澳工作领导小组副组长 |

国家监察委员会主任（中央书记处书记刘金国兼任）、最高人民法院院长、最高人民检察院检察长
| 肖像 姓名        | 党职                                                   | 公职                                    | 分工 |
| ---------------- | ------------------------------------------------------ | --------------------------------------- | ---- |
| 张军 首席大法官  | 中共中央委员 中共中央政法委委员 最高人民法院党组书记   | 最高人民法院院长 中国法官协会会长       |      |
| 应勇首席大检察官 | 中共中央委员 中共中央政法委委员 最高人民检察院党组书记 | 最高人民检察院检察长 中国检察官协会会长 |      |

中国人民政治协商会议全国委员会副主席
| 排名 | 肖像 姓名               | 党职                                                                        | 公職                                                       | 備註 |
| ---- | ----------------------- | --------------------------------------------------------------------------- | ---------------------------------------------------------- | --- |
| 1    | 石泰峰                  | 中共中央政治局委員 中共中央書記處書記 中共中央组织部部長 全國政協黨組副書記 | 全國政協副主席                                             | 全國政協黨組黨建工作領導小組組長 全國政協黨組巡視工作領導小組組長                                                        |
| 2    | 胡春华                  | 中共中央委員 全國政協黨組副書記                                             | 全國政協副主席                                             | 曾任第十八至十九屆中共中央政治局委員、國務院副總理 全國政協黨組黨建工作領導小組副組長 全國政協黨組巡視工作領導小組副組長 |
| 3    | 沈跃跃（女）            | 中共中央委員 全國政協黨組成員                                               | 全國政協副主席 上海合作组织睦邻友好合作委员会主席          | 曾任第十二、十三屆全國人大常委會副委員長，全國婦聯主席                                                                   |
| 4    | 王勇                    | 中共中央委員 全國政協黨組成員                                               | 全國政協副主席                                             | 曾任國務委員 |
| 5    | 周强                    | 中共中央委員 全國政協黨組成員                                               | 全國政協副主席                                             | 曾任最高人民法院院長 |
| 6    | 帕巴拉·格列朗杰（藏族） |                                                                             | 全國政協副主席 中國宗教界和平委員會主席 西藏自治區政協主席 | 連任 |
| 7    | 何厚铧                  |                                                                             | 全國政協副主席                                             | 第一、二任澳门特别行政区行政长官 連任                                                                                    |
| 8    | 梁振英                  |                                                                             | 全國政協副主席                                             | 第四任香港特別行政區行政長官 連任                                                                                        |
| 9    | 巴特尔（蒙古族）        | 中共中央委員 全國政協黨組成員                                               | 全國政協副主席                                             | 曾任中共中央統戰部副部長                                                                                                 |
| 10   | 苏辉（女）              | 台灣民主自治同盟中央委員會主席                                              | 全國政協副主席                                             | 連任 |
| 11   | 邵鸿                    | 九三學社中央委員會常務副主席                                                | 全國政協副主席                                             | 連任 |
| 12   | 高云龙                  | 中國民主建國會會員                                                          | 全國政協副主席 中華全國工商業聯合會主席                    | 連任 |
| 13   | 陈武（壮族）            | 全國政協黨組成員                                                            | 全國政協副主席                                             | 曾任中共廣西壯族自治區黨委副書記、自治區人民政府主席                                                                     |
| 14   | 穆虹                    | 全國政協黨組成員                                                            | 全國政協副主席                                             | 全國政協中非友好小組組長 中央全面深化改革委員會辦公室副主任                                                              |
| 15   | 咸辉（女，回族）        | 全國政協黨組成員                                                            | 全國政協副主席                                             | 曾任宁夏回族自治区人民政府主席                                                                                           |
| 16   | 王东峰                  | 全國政協黨組成員 全國政協機關黨組書記                                       | 全國政協副主席兼秘書長 中国经济社会理事会主席              | 曾任中共河北省委書記 全國政協黨組黨建工作領導小組副組長 全國政協黨組巡視工作領導小組副組長                               |
| 17   | 姜信治                  | 中共中央組織部副部長 全國政協黨組成員                                       | 全國政協副主席                                             | |
| 18   | 蒋作君                  | 中國致公黨中央委員會主席                                                    | 全國政協副主席                                             | |
| 19   | 何报翔                  | 民革中央常務副主席                                                          | 全國政協副主席                                             | |
| 20   | 王光谦                  | 民盟中央常務副主席                                                          | 全國政協副主席                                             | |
| 21   | 秦博勇（女）            | 民建中央常務副主席                                                          | 全國政協副主席                                             | 曾任審計署副審計長 |
| 22   | 朱永新                  | 民進中央常務副主席                                                          | 全國政協副主席                                             | |
| 23   | 杨震                    | 農工黨中央常務副主席                                                        | 全國政協副主席                                             | |

## 在世卸任党和国家领导人

### 在世离休、退休正国级领导人
| 官媒播报顺序 | 肖像 姓名 | 出生年份 | 加入中共年份 | 正国职履历（括注副国职履历及部分其他要职） | 离休/退休年份 |
| ------------ | --------- | -------- | ------------ | --- | ------------- |
| 01           | 胡锦涛    | 1942年   | 1964年       | 1992至2012年任中共第十四、十五、十六、十七届中央政治局常委 2002至2012年任中共第十六、十七届中央委员会总书记 2003至2013年任第十、十一屆国家主席 2004至2012年任中共中央军委主席 2005至2013年任国家中央军委主席 (1992至2002年兼任中央书记处书记、中央黨校校長) (1998至2003年任国家副主席) | 2013年        |
| 02           | 朱镕基    | 1928年   | 1949年       | 1992至2002年任中共第十四、十五届中央政治局常委 1998至2003年任第九届国务院总理 (1991至1998年任國務院副總理) | 2003年        |
| 03           | 李瑞环    | 1934年   | 1959年       | 1989至2002年任中共第十三、十四、十五届中央政治局常委 1993至2003年任第八、九届全国政协主席 (1987至1989年任中共中央政治局委员、天津市委書記) (1989至1992年兼任中央书记处书记) | 2003年        |
| 04           | 温家宝    | 1942年   | 1965年       | 2002至2012年任中共第十六、十七屆中央政治局常委 2003至2013年任第十、十一屆国务院总理 (1987至1992年任中共中央书记处候補书记、中央辦公廳主任) (1992至1997年任中共中央政治局候補委员、中央书记处书记) (1997至2002年任中共中央政治局委员、中央书记处书记) (1998至2003年任國務院副總理)      | 2013年        |
| 05           | 贾庆林    | 1940年   | 1959年       | 2002至2012年任中共第十六、十七屆中央政治局常委 2003至2013年任第十、十一屆全國政協主席 (1997至2002年任中共中央政治局委员、北京市委書記) | 2013年        |
| 06           | 张德江    | 1946年   | 1971年       | 2012至2017年任中共第十八屆中央政治局常委 2013至2018年任第十二屆全国人大常委会委员长 (2002至2007年任中共中央政治局委员、廣東省委書記) (2007至2012年任中共中央政治局委员) (2008至2013年任國務院副總理) (2012年3至11月兼任重慶市委書記)                                                   | 2018年        |
| 07           | 俞正声    | 1945年   | 1964年       | 2012至2017年任中共第十八屆中央政治局常委 2013至2018年任第十二屆全國政協主席 (2002至2007年任中共中央政治局委员、湖北省委書記) (2007至2012年任中共中央政治局委员、上海市委書記) | 2018年        |
| 08           | 栗战书    | 1950年   | 1975年       | 2017至2022年任中共第十九屆中央政治局常委 2018至2023年任第十三屆全国人大常委会委员长 (2012至2017年任中共中央政治局委员、中央书记处书记、中央办公厅主任) | 2023年        |
| 09           | 汪 洋     | 1955年   | 1975年       | 2017至2022年任中共第十九屆中央政治局常委 2018至2023年任第十三屆全國政協主席 (2007至2017年任十七届、十八届中共中央政治局委员) （2007-2012年兼任广东省委書記) (2013至2018年任国务院副总理)                                                                                               | 2023年        |
| 10           | 宋 平     | 1917年   | 1937年       | 1989至1992年任中共第十三届中央政治局常委 (1983至1988年任國務院國務委員兼國家計劃委員會主任) (1987至1989年任中共中央政治局委员、中央組織部部長) | 1992年        |
| 11           | 李岚清    | 1932年   | 1952年       | 1997至2002年任中共第十五届中央政治局常委 (1992至1997年任中共中央政治局委员) （1993至2003年任国务院副总理） | 2003年        |
| 12           | 曾庆红    | 1939年   | 1960年       | 2002至2007年任中共第十六届中央政治局常委 (1997至2002年任中央政治局候補委员、中央书记处书记、中組部部長) （2002至2007年兼任中央书记处书记、中央党校校长） (2003至2008年任国家副主席) | 2008年        |
| 13           | 吴官正    | 1938年   | 1962年       | 2002至2007年任中共第十六届中央政治局常委 (1997至2002年任中共中央政治局委员、山東省委書記) （2002至2007年兼任中央纪律检查委员会书记） | 2007年        |
| 14           | 李长春    | 1944年   | 1965年       | 2002至2012年任中共第十六、十七届中央政治局常委 (1997至2002年任中共中央政治局委员、廣東省委書記) （2002至2012年兼任中央精神文明建设指导委员会主任） | 2012年        |
| 15           | 罗 干     | 1935年   | 1960年       | 2002至2007年任中共第十六届中央政治局常委 (1993至2003年任國務委員) (1997至2002年任中共中央政治局委员、中央书记处书记) （1997至2007年兼任中央政法委员会书记） | 2007年        |
| 16           | 贺国强    | 1943年   | 1966年       | 2007至2012年任中共第十七届中央政治局常委 (2002至2007年任中央政治局委员、中央书记处书记、中組部部長) （2007至2012年兼任中央纪律检查委员会书记） | 2012年        |
| 17           | 刘云山    | 1947年   | 1971年       | 2012至2017年任中共第十八届中央政治局常委 (2002至2012年任中央政治局委员、中央书记处书记、中宣部部長) （2012至2017年兼任中央书记处书记） （2013至2017年兼任中央精神文明建设指导委员会主任、中央党校校长）                                                                                | 2017年        |
| 18           | 王岐山    | 1948年   | 1983年       | 2012至2017年任中共第十八届中央政治局常委 (2007至2012年任中共中央政治局委员、国务院副总理) （2012至2017年兼任中央纪律检查委员会书记） (2018至2023年任国家副主席) | 2023年        |
| 19           | 张高丽    | 1946年   | 1973年       | 2012至2017年任中共第十八届中央政治局常委 (2007至2012年任中共中央政治局委员、天津市委書記) （2013至2018年任国务院副总理） | 2018年        |

最近一位去世的离休、退休正国级领导人是吴邦国，于2024年10月8日去世，享年83岁。

### 在世離休、退休副國級領導人
| 官媒播報順序 | 姓名                  | 出生年份 | 加入中共年份 | 副國職（及部分其他要职）                                                                               | 离休/退休年份 |
| ------------ | --------------------- | -------- | ------------ | --- | ------------- |
| 1            | 田纪云                | 1929年   | 1945年       | 中共第十二届、十三届、十四届、十五届中央政治局委员，国务院副总理，第八、九届全国人大常委会副委员长     | 2003年        |
| 2            | 迟浩田                | 1929年   | 1946年       | 中共第十五届中央政治局委员，中央军委副主席，国务委员兼国防部部长                                       | 2003年        |
| 3            | 王乐泉                | 1944年   | 1966年       | 中共第十六届、十七届中央政治局委员，新疆维吾尔自治区党委书记，中央政法委副书记                         | 2012年        |
| 4            | 王兆国                | 1941年   | 1965年       | 中共第十六届、十七届中央政治局委员，第十届、十一届全国人大常委会副委员长，中华全国总工会主席           | 2013年        |
| 5            | 回良玉                | 1944年   | 1966年       | 中共第十六届、十七届中央政治局委员，国务院副总理                                                       | 2013年        |
| 6            | 刘 淇                 | 1942年   | 1975年       | 中共第十六届、十七届中央政治局委员，北京市委书记                                                       | 2012年        |
| 7            | 吴 仪                 | 1938年   | 1962年       | 中共第十六届中央政治局委员，国务院副总理                                                               | 2008年        |
| 8            | 曹刚川                | 1935年   | 1956年       | 中共第十六届中央政治局委员，中央军委副主席，国务委员兼国防部部长                                       | 2008年        |
| 9            | 曾培炎                | 1938年   | 1978年       | 中共第十六届中央政治局委员，国务院副总理                                                               | 2008年        |
| 10           | 王刚                  | 1942年   | 1971年       | 中共第十七届中央政治局委员，第十一届全国政协副主席                                                     | 2013年        |
| 11           | 刘延东                | 1945年   | 1964年       | 中共第十七届、十八届中央政治局委员，国务院副总理，第十届全国政协副主席，中央统战部部长                 | 2018年        |
| 12           | 李源潮                | 1950年   | 1978年       | 中共第十七届、十八届中央政治局委员，中央组织部部长，国家副主席                                         | 2018年        |
| 13           | 马 凯                 | 1946年   | 1965年       | 中共第十八届中央政治局委员，国务院副总理                                                               | 2018年        |
| 14           | 孙春兰                | 1950年   | 1973年       | 中共第十八届、十九届中央政治局委员，国务院副总理，中央统战部部长，天津市委书记                         | 2023年        |
| 15           | 李建国                | 1946年   | 1971年       | 中共第十八届中央政治局委员，第十一届、十二届全国人大常委会副委员长，中华全国总工会主席                 | 2018年        |
| 16           | 范长龙                | 1947年   | 1969年       | 中共第十八届中央政治局委员，中央军委副主席                                                             | 2018年        |
| 17           | 孟建柱                | 1947年   | 1971年       | 中共第十八届中央政治局委员，中央政法委书记                                                             | 2017年        |
| 18           | 郭金龙                | 1947年   | 1979年       | 中共第十八届中央政治局委员，北京市委书记                                                               | 2017年        |
| 19           | 王 晨                 | 1950年   | 1969年       | 中共第十九届中央政治局委员，第十二、十三届全国人大常委会副委员长                                       | 2023年        |
| 20           | 刘 鹤                 | 1952年   | 1976年       | 中共第十九届中央政治局委员，国务院副总理                                                               | 2023年        |
| 21           | 杨洁篪                | 1950年   | 1971年       | 中共第十九届中央政治局委员，中央外事办主任                                                             | 2022年        |
| 22           | 杨晓渡                | 1953年   | 1973年       | 中共第十九届中央政治局委员，国家监察委主任                                                             | 2023年        |
| 23           | 陈全国                | 1955年   | 1976年       | 中共第十九届中央政治局委员，新疆维吾尔自治区党委书记                                                   | 2022年        |
| 24           | 郭声琨                | 1954年   | 1974年       | 中共第十九届中央政治局委员，中央政法委书记                                                             | 2022年        |
| 25           | 王汉斌                | 1925年   | 1941年       | 中共第十四届中央政治局候补委员，第七届、八届全国人大常委会副委员长                                     | 1998年        |
| 26           | 何 勇                 | 1940年   | 1958年       | 中共第十六届、十七届中央书记处书记、中央纪律检查委员会副书记                                           | 2012年        |
| 27           | 杜青林                | 1946年   | 1966年       | 中共第十八届中央书记处书记，第十一届、十二届全国政协副主席，中央统战部部长                             | 2018年        |
| 28           | 赵洪祝                | 1947年   | 1969年       | 中共第十八届中央书记处书记，中央纪律检查委员会副书记                                                   | 2017年        |
| 29           | 尤 权                 | 1954年   | 1973年       | 中共第十九届中央书记处书记，中央统战部部长                                                             | 2022年        |
| 30           | 王丙                  | 1925年   | 1940年       | 第八届全国人大常委会副委员长                                                                           | 1998年        |
| 31           | 彭珮云                | 1929年   | 1946年       | 国务委员，第九届全国人大常委会副委员长，全国妇联主席                                                   | 2003年        |
| 32           | 李铁映                | 1936年   | 1955年       | 中共第十三届、十四届、十五届中央政治局委员，国务委员，中国社会科学院院长，第十届全国人大常委会副委员长 | 2008年        |
| 33           | 许嘉璐                | 1937年   |              | 第九届、十届全国人大常委会副委员长，民进中央主席                                                       | 2008年        |
| 34           | 蒋正华                | 1937年   |              | 第九届、十届全国人大常委会副委员长，农工党中央主席                                                     | 2008年        |
| 35           | 顾秀莲                | 1936年   | 1956年       | 第十届全国人大常委会副委员长，全国妇联主席                                                             | 2008年        |
| 36           | 盛华仁                | 1935年   | 1954年       | 第十届全国人大常委会副委员长兼秘书长                                                                   | 2008年        |
| 37           | 路甬祥                | 1942年   | 1974年       | 第十届、十一届全国人大常委会副委员长，中国科学院院长                                                   | 2013年        |
| 38           | 华建敏                | 1940年   | 1961年       | 国务委员兼国务院秘书长，第十一届全国人大常委会副委员长                                                 | 2013年        |
| 39           | 陈至立                | 1942年   | 1961年       | 国务委员，第十一届全国人大常委会副委员长，全国妇联主席                                                 | 2013年        |
| 40           | 司马义·铁力瓦尔地     | 1944年   | 1973年       | 第十一届全国人大常委会副委员长                                                                         | 2013年        |
| 41           | 蒋树声                | 1940年   |              | 第十一届全国人大常委会副委员长，民盟中央主席                                                           | 2013年        |
| 42           | 王胜俊                | 1946年   | 1972年       | 第十二届全国人大常委会副委员长，最高人民法院院长                                                       | 2018年        |
| 43           | 陈昌智                | 1945年   |              | 第十一届、十二届全国人大常委会副委员长，民建中央主席                                                   | 2018年        |
| 44           | 严隽琪                | 1946年   |              | 第十一届、十二届全国人大常委会副委员长，民进中央主席，中央社会主义学院院长                             | 2018年        |
| 45           | 张 平                 | 1946年   | 1979年       | 第十二届全国人大常委会副委员长                                                                         | 2018年        |
| 46           | 向巴平措              | 1947年   | 1974年       | 第十二届全国人大常委会副委员长                                                                         | 2018年        |
| 47           | 张宝文                | 1946年   |              | 第十二届全国人大常委会副委员长，民盟中央主席                                                           | 2018年        |
| 48           | 曹建明                | 1955年   | 1973年       | 第十三届全国人大常委会副委员长，最高人民检察院检察长                                                   | 2023年        |
| 49           | 张春贤                | 1953年   | 1973年       | 中共第十八届中央政治局委员，新疆维吾尔自治区党委书记，第十三届全国人大常委会副委员长                   | 2023年        |
| 50           | 吉炳轩                | 1951年   | 1980年       | 第十二届、十三届全国人大常委会副委员长                                                                 | 2023年        |
| 51           | 艾力更·依明巴海       | 1953年   | 1980年       | 第十二届、十三届全国人大常委会副委员长                                                                 | 2023年        |
| 52           | 万鄂湘                | 1956年   |              | 第十二届、十三届全国人大常委会副委员长，民革中央主席                                                   | 2023年        |
| 53           | 陈 竺                 | 1953年   |              | 第十二届、十三届全国人大常委会副委员长，农工党中央主席                                                 | 2023年        |
| 54           | 白玛赤林              | 1951年   | 1970年       | 第十三届全国人大常委会副委员长                                                                         | 2023年        |
| 55           | 唐家璇                | 1938年   | 1973年       | 国务委员                                                                                               | 2008年        |
| 56           | 戴秉国                | 1941年   | 1973年       | 国务委员                                                                                               | 2013年        |
| 57           | 常万全                | 1949年   | 1968年       | 国务委员兼国防部部长                                                                                   | 2018年        |
| 58           | 赵克志                | 1953年   | 1975年       | 国务委员                                                                                               | 2023年        |
| 59           | 韩杼滨                | 1932年   | 1950年       | 最高人民检察院检察长                                                                                   | 2003年        |
| 60           | 贾春旺                | 1938年   | 1962年       | 最高人民检察院检察长                                                                                   | 2008年        |
| 61           | 宋 健                 | 1931年   | 1947年       | 第九届全国政协副主席，中国工程院院长                                                                   | 2003年        |
| 62           | 胡启立                | 1929年   | 1948年       | 中共第十三届中央政治局常委（免）、中央书记处常務书记（免），第九届全国政协副主席                       | 2003年        |
| 63           | 王忠禹                | 1933年   | 1956年       | 国务委员兼国务院秘书长，第十届全国政协副主席                                                           | 2008年        |
| 64           | 李贵鲜                | 1937年   | 1962年       | 国务委员，第九届、十届全国政协副主席                                                                   | 2008年        |
| 65           | 郝建秀                | 1935年   | 1954年       | 中共第十二届中央书记处书记，第十届全国政协副主席                                                       | 2008年        |
| 66           | 徐匡迪                | 1937年   | 1983年       | 第十届全国政协副主席，中国工程院院长                                                                   | 2008年        |
| 67           | 张怀西                | 1935年   |              | 第十届全国政协副主席，民进中央常务副主席                                                               | 2008年        |
| 68           | 李 蒙                 | 1937年   |              | 第十届全国政协副主席，农工党中央常务副主席                                                             | 2008年        |
| 69           | 廖 晖                 | 1942年   | 1965年       | 第十届、十一届全国政协副主席                                                                           | 2013年        |
| 70           | 白立忱                | 1941年   | 1971年       | 第九届、十届、十一届全国政协副主席                                                                     | 2013年        |
| 71           | 陈奎元                | 1941年   | 1965年       | 第十届、十一届全国政协副主席，中国社会科学院院长                                                       | 2013年        |
| 72           | 阿不来提·阿不都热西提 | 1942年   | 1960年       | 第十届、十一届全国政协副主席                                                                           | 2013年        |
| 73           | 李兆焯                | 1944年   | 1974年       | 第十届、十一届全国政协副主席                                                                           | 2013年        |
| 74           | 黄孟复                | 1944年   |              | 第十届、十一届全国政协副主席、全国工商联主席                                                           | 2013年        |
| 75           | 张梅颖                | 1944年   |              | 第十届、十一届全国政协副主席，民盟中央常务副主席                                                       | 2013年        |
| 76           | 张榕明                | 1944年   |              | 第十届、十一届全国政协副主席，民建中央常务副主席                                                       | 2013年        |
| 77           | 钱运录                | 1944年   | 1965年       | 第十一届全国政协副主席兼秘书长                                                                         | 2013年        |
| 78           | 孙家正                | 1944年   | 1966年       | 第十一届全国政协副主席，中国文联主席                                                                   | 2013年        |
| 79           | 李金华                | 1943年   | 1965年       | 第十一届全国政协副主席                                                                                 | 2013年        |
| 80           | 郑万通                | 1941年   | 1960年       | 第十一届全国政协副主席                                                                                 | 2013年        |
| 81           | 邓朴方                | 1944年   | 1965年       | 第十一届全国政协副主席                                                                                 | 2013年        |
| 82           | 厉无畏                | 1942年   |              | 第十一届全国政协副主席，民革中央常务副主席                                                             | 2013年        |
| 83           | 陈宗兴                | 1943年   |              | 第十一届全国政协副主席，农工党中央常务副主席                                                           | 2013年        |
| 84           | 王志珍                | 1942年   |              | 第十一届全国政协副主席，九三学社中央副主席                                                             | 2013年        |
| 85           | 韩启德                | 1945年   |              | 第十届、十一届全国人大常委会副委员长，第十二届全国政协副主席，九三学社中央主席，中国科学技术协会主席   | 2018年        |
| 86           | 林文漪                | 1944年   |              | 第十一届、十二届全国政协副主席，台盟中央主席                                                           | 2018年        |
| 87           | 罗富和                | 1949年   |              | 第十一届、十二届全国政协副主席，民进中央常务副主席                                                     | 2018年        |
| 88           | 李海峰                | 1949年   | 1970年       | 第十二届全国政协副主席                                                                                 | 2018年        |
| 89           | 陈 元                 | 1945年   | 1975年       | 第十二届全国政协副主席                                                                                 | 2018年        |
| 90           | 周小川                | 1948年   | 1986年       | 第十二届全国政协副主席                                                                                 | 2018年        |
| 91           | 王家瑞                | 1949年   | 1973年       | 第十二届全国政协副主席                                                                                 | 2018年        |
| 92           | 齐续春                | 1946年   |              | 第十二届全国政协副主席，民革中央常务副主席                                                             | 2018年        |
| 93           | 马培华                | 1949年   |              | 第十二届全国政协副主席，民建中央常务副主席                                                             | 2018年        |
| 94           | 刘晓峰                | 1947年   |              | 第十二届全国政协副主席，农工党中央常务副主席                                                           | 2018年        |
| 95           | 王钦敏                | 1948年   |              | 第十二届全国政协副主席，全国工商联主席                                                                 | 2018年        |
| 96           | 张庆黎                | 1951年   | 1973年       | 第十二届、十三届全国政协副主席                                                                         | 2023年        |
| 97           | 刘奇葆                | 1953年   | 1971年       | 中共第十八届中央政治局委员，中央书记处书记，中央宣传部部长，第十三届全国政协副主席                     | 2023年        |
| 98           | 董建华                | 1937年   |              | 第十届、十一届、十二届、十三届全国政协副主席，香港特别行政区行政长官                                   | 2023年        |
| 99           | 万 钢                 | 1952年   |              | 第十一届、十二届、十三届全国政协副主席，致公党中央主席                                                 | 2023年        |
| 100          | 卢展工                | 1952年   | 1975年       | 第十二届、十三届全国政协副主席                                                                         | 2023年        |
| 101          | 王正伟                | 1957年   | 1981年       | 第十二届、十三届全国政协副主席                                                                         | 2023年        |
| 102          | 马 飚                 | 1954年   | 1985年       | 第十二届、十三届全国政协副主席                                                                         | 2023年        |
| 103          | 陈晓光                | 1955年   |              | 第十二届、十三届全国政协副主席，民盟中央常务副主席                                                     | 2023年        |
| 104          | 杨传堂                | 1954年   | 1976年       | 第十三届全国政协副主席                                                                                 | 2023年        |
| 105          | 李 斌                 | 1954年   | 1981年       | 第十三届全国政协副主席                                                                                 | 2023年        |
| 106          | 汪永清                | 1959年   | 1985年       | 第十三届全国政协副主席                                                                                 | 2023年        |
| 107          | 辜胜阻                | 1956年   |              | 第十三届全国政协副主席，民建中央常务副主席                                                             | 2023年        |
| 108          | 刘新成                | 1952年   |              | 第十三届全国政协副主席，民进中央常务副主席                                                             | 2023年        |

最近一位去世的离休、退休副国级领导人是热地，于2025年6月6日去世，享年87岁。
卸任副国级职务后未退休者
个别副国级领导人在卸任副国级领导职务后，继续担任实职，并未退休，按卸任的副国级领导人排名：
- 陈希：中共中央党校校长（国家行政学院院长），已卸任的中共中央政治局委员、中共中央书记处书记。
- 夏宝龙：中央港澳工作领导小组常务副组长、中共中央港澳工作办公室（国务院港澳事务办公室）主任，已卸任的全国政协副主席。

## 政治待遇

### 座席
在某些重大会议上，当党和国家领导人在主席台就座时，而中央军委委员、国务院组成部门负责人等非党和国家领导人则坐在下面。新闻播送时，正国级领导人拥有特写镜头（如播送军队新闻，则军委副主席拥有特写镜头）。

### 居住待遇
目前，党和国家领导人多在北京市及附近地区居住。除私人房产外，已知的公配住宅或官邸位于中南海、玉泉山、西山、新六所、府右街、北長街、南長街、南池子、米糧庫胡同（鄧小平官邸）、富強胡同（胡耀邦、趙紫陽官邸）、史家胡同、东交民巷17号（温家宝时期国务院总理官邸）、毛家湾（曾为林彪住处，现为中央档案馆）等。

### 信息和通讯
资讯
- 内参
- 参考资料 (出版物)
- 内部书

电话
- 红色专线电话（红机）
- 国际首脑热线：中美元首热线（1998年开通）、中俄元首热线（1998年5月8日开通）、中法元首热线（2002年开通）等

### 著作与出版
党和国家领导人本人著作和相关著作的出版和发行受中国共产党领导的中华人民共和国出版物审查制度的限制，一些著作可能由于题材（如涉及机密）或作者身份敏感（如作者被整肃下台）而无法在中国内地正常出版。《邓小平文选》、《江泽民文选》、《朱镕基答记者问》等较畅销的党和国家领导人著作曾遭到大量盗版，一度引起新闻出版总署、公安部等部门的“严打”。

### 交通工具

#### 专车
国庆首都阅兵时，中央军委主席通常会乘坐红旗牌检阅车。如在2009年国庆60周年阅兵式上，胡锦涛乘坐一辆牌号为京V 02009的一汽红旗HQE特装型CA-7600J。党和国家领导人在地方视察时多乘坐丰田考斯特，2015年开始使用宇通T7系列中型客车。
在2004年式军车号牌方面，京V军牌为中央警卫局使用。

#### 专列
- 有专属的列车班次，由东风11Z型柴油机车牵引。
- 2022年6月30日，习近平视察香港时曾乘坐CR400AF-2271专用列车抵达香港西九龙站。

#### 飞机

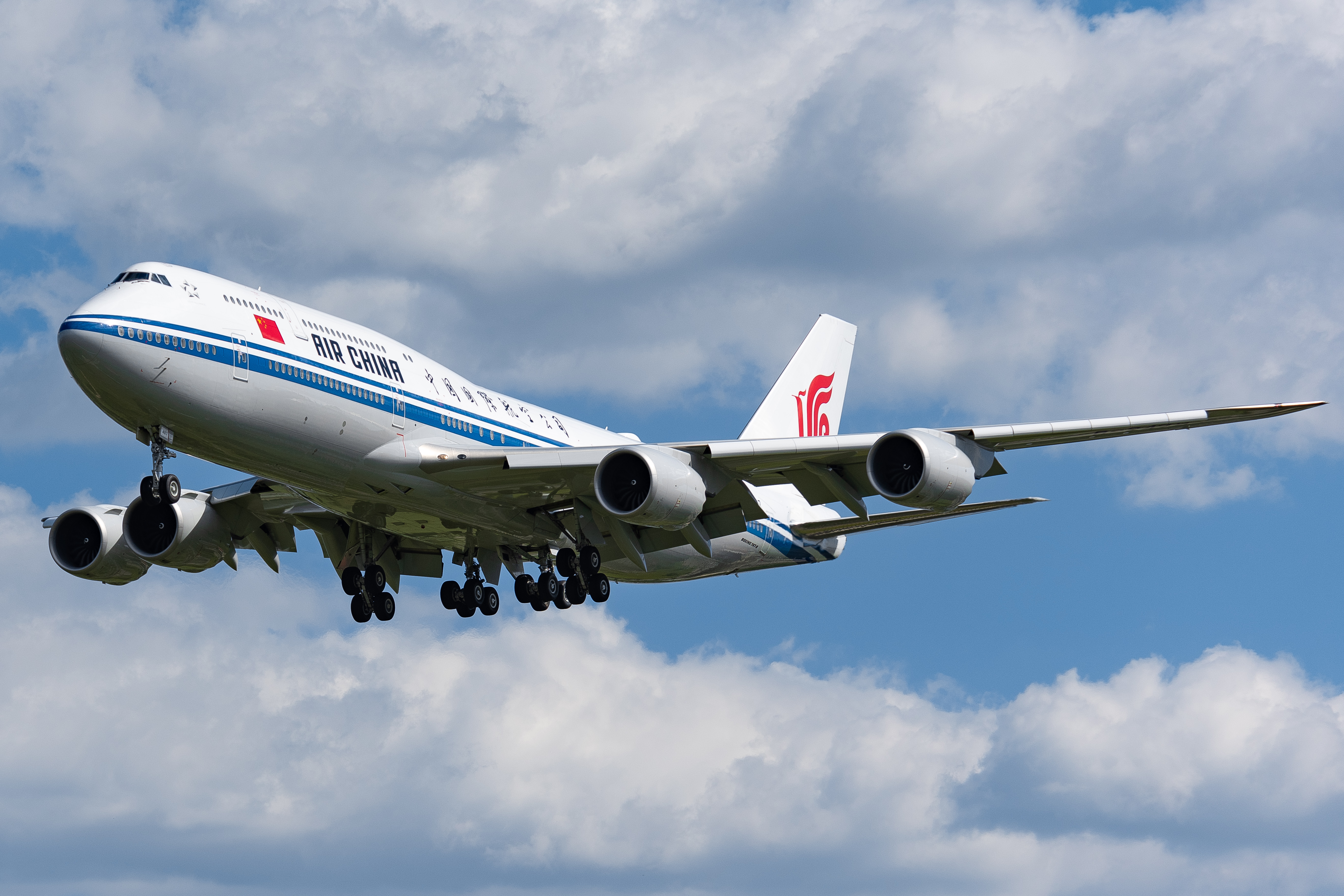
执行专机任务的波音747

中央八项规定限制只有中国共产党中央委员会总书记（最高领导人）和中华人民共和国国务院总理（政府首脑）出访时可以乘坐专机，其他中共中央政治局常委外访时只可以乘坐包机。
- 国内专机由空军第34师（专机师）负责，驻地北京西郊機場。其专机队包括：
  - 空中客车A319-115CJ计3架，机身编号: B-4090, B-4091, B-4092
  - 波音737-85N 计2架，机身编号: B-4080, B-4081
  - 波音737-89L 计2架，机身编号: B-4082, B-4083
  - 波音737-76D 计2架，机身编号: B-4025, B-4026
  - 波音737-34N 计2架，机身编号: B-4020, B-4021
  - 波音737-33A 计2架，机身编号: B-4018, B-4019
  - 波音737-3TO 计2架，机身编号: B-4008, B-4009
  - 波音737-3Q8 计2架，机身编号: B-4052, B-4053
  - 图-154
  - 庞巴迪CRJ-200
  - 庞巴迪挑战者600型行政机 计10架
- 总书记和总理出国访问或视察港澳时，曾租用中国国际航空公司机身编号为B-2472的波音747-400型大型客机。使用前进行为期15天的改装和维护，外访任务完成后，这架飞机又投入商业航线运营。目前已由中国国际航空机身编号为B-2479、B-2481的波音747-8型大型客机代替B-2472执行专机任务，总书记出访时乘坐B-2479、B-2481，B-2482作为备机同行。且B-2479、B-2481已不再投入商业航线运营，B-2472则于2020年8月11日重新投入国航普通航班运营。总理出访时乘坐中国国际航空机身编号为B-2480的波音747-8型大型客机。
  - 2000年，空军从美国订购一架波音767-300ER型飞机，计划用作国内中远程领导人专机，专机机身编号为B-4025。但因机身内发现多处窃听器而改为中国国际航空公司普通客机，机身编号B-2499，2012年退役后转售哈萨克斯坦。
  - 2022年12月1日，江泽民遗体由波音737-700型专机（B-4025）转移至北京[18]。

2018年6月10日，朝鮮領導人金正恩啟程前往新加坡與美國總統唐納德·特朗普會談，原計畫使用稱為「蒼鷹號」的伊爾-62，但改為向中國國際航空租借常做為行政專機使用、機身註冊號B-2447的波音747-400做為往返新加坡的專機。據悉，該客機曾作為國務院總理李克強的行政專機。
2023年李强成为国务院总理后，只乘坐包机而非惯例的总理专机出国访问。

### 迎送
1991年，党和国家领导人出国访问的离、返京送迎仪式从机场改在人民大会堂举行，送迎仪式后来于2003年5月被废除。
2017年10月27日审议通过的《中共中央政治局贯彻落实中央八项规定的实施细则》第14条规定简化机场迎送和接待工作。中央政治局常委出访抵离京时，可安排出访主办部门、中国民航局各1位负责同志到机场迎送，其他部门不安排负责同志前往迎送；其他中央政治局委员出访抵离京时，不安排有关部门负责同志前往机场迎送。中央政治局委员出访，各有关驻外使领馆不安排中资机构、华侨华人和留学生代表到机场迎送。驻外使领馆和其他驻外机构一律不得向代表团赠送礼品，外方所赠礼品应严格按国家有关规定处理。

### 警卫
1980年7月，公安部制定《警卫工作细则》，担任下列职务的领导人被列入“国家保卫对象”：中国共产党中央委员会主席、副主席，政治局常委，总书记，政治局委员、候补委员，书记处书记，全国人民代表大会常务委员会委员长、副委员长，国务院总理、副总理，中国人民政治协商会议全国委员会主席、副主席、最高人民法院院长，最高人民检察院检察长。
1994年7月10日，中共中央办公厅、国务院办公厅印发《警卫工作规定》，下列人员被列入“警卫对象”：中国共产党中央委员会总书记、中共中央政治局常委、委员、候补委员，中共中央书记处书记、候补书记，中华人民共和国主席、副主席，全国人民代表大会常务委员会委员长、副委员长，国务院总理、副总理、国务委员，中共中央和国家中央军事委员会主席、副主席，中国人民政治协商会议全国委员会主席、副主席，最高人民法院院长，最高人民检察院检察长，退出领导岗位的原警卫对象。
党和国家领导人的交通警卫分为一级交通警卫和二级交通警卫。

## 生活待遇

### 薪酬与津贴
| 等级 | 行政级别   | 代表职务               | 职务工资 （单位：人民币元/月） |
| ---- | ---------- | ---------------------- | ------------------------------ |
| 1    | 国家级正职 | 国务院总理             | 4,000                          |
| 2-4  | 国家级副职 | 国务院副总理、国务委员 | 3,200                          |

2007年12月24日，即将退休的时任国务院副总理吴仪公开表示，“我现在每年所有收入12万元（人民币），这还包括保姆费。”

### 医疗待遇
党和国家领导人等中央保健对象的保健工作由中央保健委员会领导的卫生部保健局具体负责。已知定点医院包括北京医院、中国人民解放军总医院（301医院）。

### 疗养
现已知的党和国家领导人疗养地有北戴河、杭州、大连、厦门、从化、镜泊湖、五大连池、庐山、九华山等地。

### 特供
自中华人民共和国成立之后，便有通过特殊渠道向党和国家领导人、党政军各级官员以及其他具有特别身份或地位的人群供应优质特制物品的制度存在，这一制度被称为“特供体制”。该制度起源于中共延安时期，最初是为了在困难时期保证最高领导层的健康安全和生活质量而设立，其所供应的物品也多仅限于食品和日用品，后来逐渐扩展至奢侈品、稀有物件、生活保障、乃至进口产品（如友谊商店）等在内的诸多方面并最终发展成一种特权待遇。在过去，不少商品会标榜自己为特供商品以吸引眼球。但在2013年，这一行为被明令禁止。人民日报的一篇评论称特供制度已经被取消多年，将市面上特供商品的存在批驳为特权思维。

### 服务人员
党和国家领导人的配属人员可能有领导人办公室主任、秘书（政治秘书、机要秘书、警卫秘书/警卫长、生活秘书等），警卫员，司机、厨师、服务员等等，随历史时期、各人职务等情况而不尽相同。知名的前党和国家领导人配属人员有：毛泽东秘书胡乔木、田家英、叶子龙、陈伯达、江青、张玉凤等；曾任叶剑英卫士，后参与怀仁堂事变，后曾任中央警卫局局长的曹清；前赵紫阳秘书，六四事件后被判刑的鲍彤；前江泽民秘书、后任解放军总政治部副主任的贾廷安；涉上海社保基金挪用案的前陈良宇秘书秦裕；涉海伍德死亡案的前薄熙来家勤务人员张晓军等。
曾为党和国家主要领导人服务的著名翻译（除注明外语种为英语）有：
- 男译员：唐明照、冀朝铸、杨洁篪、吴建民（法语）、张维为
- 女译员：唐闻生、王海容、章含之、张璐、沈若云、齐宗华（法语）、林丽韫（日语）

## 其他制度

### 任期和退休制度
废除干部领导职务终身制是中国共产党和中华人民共和国在1980年代邓小平實際主導最高決策时決定的一项重要政治制度，终结了毛泽东时代的领导人终身制，建立起任期制和退休制度。1989年11月，邓小平在中共十三届五中全会上辞去中共中央军委主席的职务，并于次年3月辞去国家军委主席的职务，正式退休；其后数年内，陈云、杨尚昆、薄一波、习仲勋、万里等中共元老也正式退休，以实际行动废除了领导职务终身制。江泽民和胡锦涛两任中共中央总书记主政期间延续了该项政策。

### 个人重大事项报告
经中共中央、国务院批准，中共中央办公厅、国务院办公厅于1997年1月31日印发《关于领导干部报告个人重大事项的规定》。

### 公务礼品
2012年起，根据中央有关文件规定，对党和国家领导人在对外公务交往中受赠的职务性礼品实行集中统一管理。

### 广告问题
1994年《中华人民共和国广告法》第七条第二款（第二项）规定，广告不得“使用国家机关和国家机关工作人员的名义”。
国务院工商行政管理部门查禁利用在任、离任或已故的党和国家领导人影响力的商业活动：
- 1992年3月9日国家工商行政管理局《关于坚决制止非法使用党和国家领导人的名义、形象、言论进行广告宣传的通知》（工商广字〔1992〕第34号[50]）
- 1995年10月19日国家工商行政管理局《关于使用已故或离任的党和国家领导人名义进行广告宣传处理意见的答复》[51]）：“使用已故或离任的党和国家领导人名义进行广告宣传，其广告效果相当于使用现职国家机关工作人员名义做广告。”
- 2006年8月16日国家工商行政管理总局《关于对广告中使用党和国家领导人名义的违法行为进行检查的通知》（工商广字〔2006〕156号[52]）：“各类商场、专卖店、特许经营店、餐饮店及其他销售点均不得摆放领导同志题词、照片，也不得用党和国家领导人的名义进行广告宣传。”
- 2007年6月15日国家工商行政管理总局《关于禁止利用党和国家领导人的形象做商业促销宣传的通知》（工商广字〔2007〕122号[53]）：“禁止在商品及其包装物上使用和出现党和国家领导人（包括已离职或已故党和国家领导人）的形象、题词以及任何涉及党和国家领导人名义的表现形式。”

### 舆论控制
2012年7月24日，时任北京市公安局局长傅政华在北京暑期网络环境整治工作部署会上表示，对利用互联网制造和传播政治谣言，攻击党和国家领导人及现行体制的，情节轻微的将予以公开警告，情节严重的要依法严厉打击。

## 被贬谪或整肃者
- 被中共中央认定“犯了严重错误”：毛泽东[54]（原正国级）、赵紫阳[55]（原正国级）

- 被迫辞去国家级职务：
  - 后保留中央政治局委员名分：李德生（原正国级）、胡耀邦（原正国级）
  - 后安排为中顾委常委：陈锡联（原副国级）
  - 后保留中央委员名分：华国锋（原正国级）
  - 后安排为中顾委委员：汪东兴（原正国级）、吴德（原副国级）
  - 后安排正部级虚职：纪登奎（原副国级）
  - 返回基层工作：陈永贵（原副国级）、吴桂贤（原副国级）、孙健（原副国级）、李素文（原副国级）

- 被免去国家级职务
  - 复出至副国级：胡启立（原正国级）
  - 复出至正部级：阎明复（原副国级）、芮杏文（原副国级）、李雪峰（原副国级）

- 被撤销国家级职务
  - 平反后恢复副国职：班禅额尔德尼·确吉坚赞（原副国级）
  - 弃职外逃后被撤职：达赖喇嘛·丹增嘉措（原副国级）
  - 降为正部级：杨晶（原副国级）

- 被撤销党内外一切职务：
  - 平反后复出任正国职：邓小平（原正国级）
  - 平反后复出任副国职：习仲勋（原副国级）、乌兰夫（原副国级）
  - 被软禁至死：赵紫阳（原正国级）
  - 被开除党籍、公职：
    - 1955年中国共产党全国代表会议通过《关于高岗、饶漱石反党联盟的决议》：高岗（原正国级）
    - 1968年由中共八届十二中全会认定为头号走资派和“叛徒、内奸、工贼”并“永远”开除出党，1969年在虐待中病死；1980年中共十一届五中全会平反：刘少奇（原正国级）
    - 死后由最高人民法院认定为“林彪、江青反革命集团案主犯”：林彪（原正国级）、叶群（原副国级）、康生（原正国级）、谢富治（原副国级）
    - 被移送司法机关追究刑事责任：
      - 被检察院决定免予起诉：姚连蔚（原副国级）
      - 被检察院提起公诉，于开庭前病亡：徐才厚（原副国级）
        - 被判政治类罪名——反革命罪、危害国家安全罪（《中华人民共和国刑法》分则第一章）类政治犯
          - 被最高人民法院特别审判庭认定为“林彪、江青反革命集团案主犯”
            - 十年以上有期徒刑：姚文元（原副国级）、陈伯达（原正国级）
            - 无期徒刑：王洪文（原正国级）
            - 死刑，缓期两年执行：江青（原副国级）、张春桥（原正国级）

        - 被判贪污贿赂类罪名（《中华人民共和国刑法》分则第八章）：
          - 十年以上有期徒刑：陈希同（原副国级）、陈良宇（原副国级）
          - 无期徒刑：薄熙来（原副国级）、周永康（原正国级）、令计划（原副国级）、郭伯雄（原副国级）、苏荣（原副国级）、孙政才（原副国级）
          - 注射死刑：成克杰（原副国级）

        - 被判渎职类罪名（《中华人民共和国刑法》分则第九章）：
          - 故意泄露国家秘密罪，有期徒刑四年：周永康（原正国级）
          - 非法获取国家秘密罪，有期徒刑五年：令计划（原副国级）
          - 滥用职权罪，有期徒刑七年：周永康（原正国级）、陈良宇（原副国级）、薄熙来（原副国级）、苏荣（原副国级）
          - 滥用职权罪，有期徒刑四年：令计划（原副国级）
          - 玩忽职守罪，有期徒刑四年：陈希同（原副国级）

- 被中央纪委指称性道德败坏：
  - 成克杰“与有夫之妇李平长期通奸，并共谋在各自离婚并‘赚钱’后再结婚”——“沉溺女色，贪婪金钱”
  - 钱色交易
    - 周永康“与多名女性通奸并进行权色、钱色交易”

  - 权色交易
    - 陈良宇“道德败坏，利用职权玩弄女性，搞权色交易”
    - 令计划“与多名女性通奸，进行权色交易”
    - 孙政才“严重违反生活纪律，腐化堕落，搞权色交易”

  - 不正当性关系
    - 薄熙来“与多名女性发生或保持不正当性关系”

## 已故党和国家领导人

### 非正常死亡者
- 1954年8月17日，时任中央人民政府副主席高岗因“高饶事件”在北京服足量安眠药自杀身亡。
- 1969年11月12日，第一届全国人大常委会委员长和第二任国家主席刘少奇在河南受迫害时病亡。
- 1971年9月13日，时任中共中央副主席、国务院副总理林彪及其妻中共中央政治局委员叶群在“九一三事件”中坠机丧生；林彪的尸体被宣布发现于蒙古人民共和国，至今遺骸仍然未能回國。
- 1991年5月14日，毛泽东的第四任妻子、前中共中央政治局委员、中央文革小组副组长江青在保外就医期间在北京服安眠药自杀身亡。
- 1996年2月2日，时任全国人大常委会副委员长李沛瑶在其住所被其武警卫兵杀害。
- 2000年9月14日，被罢免的前全国人大常委会副委员长成克杰因受贿罪在北京被以注射方式处决。

### 治丧

#### 《讣告》和《生平》
在任或卸任党和国家领导人逝世后，国务院直属事业单位新华社播发官方讣告，配发标准遗像。曾经担任中华人民共和国最高领导人的毛泽东、邓小平、江泽民逝世后，中共中央、全国人大常委会、国务院、全国政协、中央军委等几大正国级机构联名发布最高规格的讣告《告全党全军全国各族人民书》，随后是治丧委员会名单和治丧委员会公告。
例如，2007年病逝的中央政治局常委兼副总理黄菊是自1976年周恩來、朱德、毛泽东等逝世以来，第一位在任上去世的在任中共中央政治局常委，也是自1992年李先念逝世以来，第一位在任上去世的在任正国级领导人。《中共中央、全国人大常委会、国务院、全国政协讣告》中给予较高的评价，称他是“中国共产党的优秀党员、久经考验的忠诚的共产主义战士、党和国家的卓越领导人”，新华社配发黄菊的侧面照片作为官方标准的“黄菊同志遗像”；新华社还播发《黄菊同志生平》以示哀悼。而其他已退休的非四套班子一把手的党和国家领导人逝世后，则一般不以国家机构而是新华社的名义发布逝世消息。如曾担任中共中央政治局常委的刘华清和曾担任中华人民共和国副主席的荣毅仁。

#### 追悼活动
追悼会制度由西方传入，1944年毛泽东在张思德追悼会上作了题为《为人民服务》的讲话肯定并要求推广追悼会制度，经过中华人民共和国成立后的殡葬改革成为中国大陆社会的惯例。1983年，中共中央办公厅转发民政部党组《关于共产党员应简办丧事，带头实行火葬的报告》，规定：“除党和国家领导人以及在国际国内有重大影响的同志外，共产党员逝世后，一般不成立治丧机构，不举行向遗体告别仪式，不开追悼会。”。
官方成立的治丧委员会为一些重要领导人举办“追悼大会”，会上由重要人物致具有重要政治意义的悼词。有时，死后受到处分的前领导人的悼词会被处分文件撤销，如1980年中共中央在一场政治性的特别审判后发文撤销了对判决书中所谓“林彪、江青反革命集团案的主犯”康生、谢富治的《悼词》。目前，绝大多数领导人逝世后都不再单独在人民大会堂或者其他地点举行追悼会或遗体告别仪式，只会在八宝山革命公墓举行简短的遗体送别，由党和国家领导人和受邀的其他人士参加。在北京以外逝世的领导人，一般由一名中央政治局常委代表中共中央到当地送别。
1990年颁布施行的《中华人民共和国国旗法》第十四条规定为国家主席、全国人大常委会委员长、国务院总理、中央军委主席和全国政协主席等五大正国级领导人的逝世下半旗志哀，为其他人士逝世下半旗由国务院依法决定，下半旗的日期和场所由国家成立的治丧机构或者国务院决定。
中华人民共和国至今没有关于“国葬”的法律、法规或其他官方规定。目前只有1981年5月31日至6月4日，国葬中华人民共和国名誉主席宋庆龄。最高规格和空前规模的领导人追悼活动是1976年9月“伟大的领袖和导师毛泽东主席追悼大会”及相关活动，其次则是1997年2月邓小平同志追悼大会以及2022年12月江泽民同志追悼大会。
- 1938年3月12日延安，纪念孙中山逝世十三周年及追悼抗敌阵亡将士大会
- 1938年7月7日延安，追悼抗日阵亡将士及死难同胞大会
- 1938年10月20日延安，杨兰史同志追悼大会
- 1939年9月18日，晋东南各界人士纪念九一八、追悼杨裕民先生大会（朱德总司令主祭，彭德怀副总司令致悼词）
- 1942年7月7日延安，纪念抗战五周年暨追悼抗日阵亡将士大会
- 1945年2月7日延安中央大礼堂，彭雪枫同志追悼大会
- 1945年6月17日延安中央党校大礼堂，中国革命死难烈士追悼大会（毛泽东主席主祭并题挽词：“死难烈士万岁”）
- 1946年4月19日延安机场，“四·八”烈士追悼和公祭大会（朱德、刘少奇主祭，林伯渠、贺龙等陪祭，康生宣读中共中央祭文）
- 1950年10月晋冀鲁豫烈士陵园，安葬左权将军暨杨裕民等烈士公祭大会
- 1955年4月17日中山公园音乐堂，石志昂等烈士追悼大会（主祭人全国政协副主席陈叔通，陪祭人李德全、邓拓、孔原）
- 1950年10月30日劳动人民文化宫，任弼时同志追悼大会（中共中央书记处书记、中央人民政府副主席刘少奇作简短讲话）
- 1953年3月9日天安门广场，斯大林同志追悼大会
- 1963年12月23日劳动人民文化宫，罗荣桓同志公祭大会
- 1966年3月25日中共中央高级党校礼堂，艾思奇同志追悼大会（中共中央高级党校校长、全国人大常委会副委员长林枫致悼词）
- 1972年1月10日八宝山革命公墓礼堂，陈毅同志追悼大会（中共中央政治局常委、国务院总理周恩来致悼词）
- 1975年4月7日人民大会堂，董必武同志追悼大会（中共中央副主席、中央军委副主席叶剑英致悼词）
- 1976年1月15日劳动人民文化宫，周恩来同志追悼大会（中共中央副主席、国务院副总理邓小平致悼词）
- 1976年7月11日人民大会堂，朱德同志追悼大会（中共中央第一副主席、国务院总理华国锋致悼词）
- 1976年9月18日天安门广场及全国各地分会场，伟大的领袖和导师毛泽东主席追悼大会（中共中央第一副主席、国务院总理华国锋致悼词）
- 1980年5月17日人民大会堂万人大礼堂，刘少奇同志追悼大会（补办，中共中央副主席、全国政协主席邓小平致悼词）
- 1981年6月3日人民大会堂万人大礼堂，宋庆龄同志追悼大会（宣布国葬，中共中央副主席、全国政协主席邓小平致悼词）
- 1989年4月22日人民大会堂，胡耀邦同志追悼大会（中共中央总书记赵紫阳致悼词）
- 1997年2月25日人民大会堂万人大礼堂，邓小平同志追悼大会（中共中央总书记江泽民致悼词）
- 2022年12月6日人民大会堂万人大礼堂，江泽民同志追悼大会（中共中央总书记习近平致悼词）

#### 遗体处理
- 遗体经特殊防腐处理长期保存
  - 水晶棺：毛泽东的遗体经处理后被经常被展示于毛主席纪念堂[66]（由中共中央办公厅毛主席纪念堂管理局管理）里的水晶棺中。
  - 塔葬：第十世班禅额尔德尼的遗体经处理后被密封于扎什伦布寺其灵塔祀殿（释颂南捷）
- 遗体被火化
  - 水葬/海葬：如周恩来、刘少奇、邓小平、江泽民的骨灰撒入江海。
  - 壁葬：如朱德/康克清于北京市八宝山革命公墓骨灰堂中一室。
  - 土葬：如宋庆龄于中华人民共和国名誉主席宋庆龄陵园。

## 历任党和国家领导人

### 各时期排名
自1949年中华人民共和国成立至1958年，中国国内官方报道中一般只按国家领导职务排列和报道国家领导人；自1958年5月中共八届五中全会闭幕后，官方报道开始将党的和国家的领导职务混合排列，统称为“党和国家领导人”。1958年以来各个历史时期正国级党和国家领导人排名如下：
自1992—1993年中共十四大和八届全国人大一次会议、全国政协八届一次会议完成领导人换届以来，中共官方形成了对全体在职和离职正国级和副国级党和国家领导人的较为规律的排名顺序，并在重要场合在媒体上公布名单；2013年后，中共官方出于“改革文风”，不再公布或仅在个别场合（如2019年中华人民共和国70周年国庆、2021年庆祝中国共产党成立100周年大会和2022年江泽民治丧委员会名单）公布全体在职和离职领导人的大排名，但从公布的部分领导人排名名单（如每年春节前公布的全体离职领导人即“老同志”名单）来看，此前形成的排名规律基本未变。1993年以来各个历史时期全体在职和离职党和国家领导人排名如下：
- （正国级领导同志）江泽民、邓小平（离职后仍按在职正国级领导人排名，1997年逝世）、李鹏、陈云（离职后仍按在职正国级领导人排名，1995年逝世）、乔石、李瑞环、彭真（离职后仍按在职正国级领导人排名，1997年逝世）、朱镕基、刘华清、胡锦涛、荣毅仁；
- （中央政治局委员）丁关根、田纪云、李岚清、李铁映、杨白冰、吴邦国、邹家华、陈希同（1995年撤职）、姜春云、钱其琛、黄菊（1994年增选）、尉健行、谢非；
- （中央政治局候补委员）温家宝、王汉斌；
- （正国级老同志）杨尚昆、万里、姚依林（1994年逝世）、宋平、薄一波、宋任穷；
- （中央军委副主席）张震、张万年（1995年增补）、迟浩田（1995年增补）；
- （中央书记处书记）任建新；
- （全国人大常委会副委员长）倪志福、陈慕华、费孝通、孙起孟、雷洁琼、秦基伟（1997年逝世）、李锡铭、王丙乾、帕巴拉·格列朗杰、王光英、程思远、卢嘉锡、布赫、铁木尔·达瓦买提、甘苦（1993年逝世）、李沛瑶（1996年逝世）、吴阶平；
- （国务委员）迟浩田、宋健、李贵鲜、陈俊生、司马义·艾买提、彭珮云、罗干；
- （高检检察长）张思卿；
- （全国政协副主席）叶选平、吴学谦、杨汝岱、王兆国、阿沛·阿旺晋美、赛福鼎·艾则孜、洪学智、杨静仁、周培源（1993年逝世）、邓兆祥、赵朴初、巴金、刘靖基（1997年逝世）、钱学森、钱伟长、胡绳、钱正英、苏步青、侯镜如（1994年逝世）、丁光训、董寅初、孙孚凌、安子介、霍英东、马万祺、朱光亚（1994年增选）、万国权（1994年增选）、何鲁丽（1996年增选）；

和（副国级老同志） 
- （原中央顾问委员会常委）王平、王首道（1996年逝世）、伍修权、刘澜涛、江华、李德生、杨得志（1994年逝世）、萧克、余秋里、张劲夫、张爱萍、陆定一（1996年逝世）、陈丕显（1995年逝世）、陈锡联、段君毅、耿飚、姬鹏飞、黄华、康世恩（1995年逝世）、黄火青；
- （六、七届全国人大常委会副委员长）习仲勋、彭冲、朱学范（1996年逝世）、周谷城（1996年逝世）、严济慈（1996年逝世）、叶飞、廖汉生、楚图南（1994年逝世）；
- （七届国务委员）王芳；
- （六、七届全国政协副主席）方毅、谷牧、马文瑞、王恩茂、杨成武、陈再道（1993年逝世）、吕正操、汪锋；
- （六、七届高法高检负责人）郑天翔、杨易辰（1997年逝世）、刘复之；
- （十二届中央纪委负责人）王鹤寿；
- （其他领导人）邓力群、韩光。

注：这一时期，副国级老同志排名未完全确定，前后有变化。
- （正国级领导同志）江泽民、李鹏、乔石、朱镕基、李瑞环、刘华清、胡锦涛、尉健行、李岚清、荣毅仁；
- （中央政治局委员）丁关根、田纪云、李长春、李铁映、吴邦国、吴官正、迟浩田、张万年、罗干、姜春云、贾庆林、钱其琛、黄菊、温家宝、谢非；
- （中央政治局候补委员）曾庆红、吴仪；
- （仍担任国家领导职务的十四届中央政治局委员）邹家华；
- （正国级老同志）杨尚昆、万里、宋平、薄一波、宋任穷；
- （国家中央军委副主席）张震；
- （全国人大常委会副委员长）王汉斌、倪志福、陈慕华、费孝通、孙起孟、雷洁琼、李锡铭、王丙乾、帕巴拉·格列朗杰、王光英、程思远、卢嘉锡、布赫、铁木尔·达瓦买提、吴阶平；
- （国务委员）宋健、李贵鲜、陈俊生、司马义·艾买提、彭珮云；
- （高法高检负责人）任建新、张思卿；
- （全国政协副主席）叶选平、吴学谦、杨汝岱、王兆国、阿沛·阿旺晋美、赛福鼎·艾则孜、洪学智、杨静仁、邓兆祥、赵朴初、巴金、钱学森、钱伟长、胡绳、钱正英、苏步青、丁光训、董寅初、孙孚凌、安子介、霍英东、马万祺、朱光亚、万国权、何鲁丽；

和（副国级老同志） 
- （不晚于十四大或八届人大政协一次会议离职的老同志）王平（1998年逝世）、伍修权（1997年逝世）、刘澜涛（1997年逝世）、江华、李德生、萧克、余秋里、张劲夫、张爱萍、陈锡联、段君毅、耿飚、姬鹏飞、黄华、黄火青、习仲勋、彭冲、叶飞、廖汉生、王芳、方毅（1997年逝世）、谷牧、马文瑞、王恩茂、杨成武、吕正操、汪锋、郑天翔、刘复之、王鹤寿；
- （十四届中央政治局委员）杨白冰；
- （其他领导人）邓力群、张廷发、韩光。

- （正国级领导同志）江泽民、李鹏、朱镕基、李瑞环、胡锦涛、尉健行、李岚清；
- （中央政治局委员）丁关根、田纪云、李长春、李铁映、吴邦国、吴官正、迟浩田、张万年、罗干、姜春云、贾庆林、钱其琛、黄菊、温家宝、谢非（1999年逝世）；
- （中央政治局候补委员）曾庆红、吴仪；
- （正国级老同志）杨尚昆（1998年逝世）、万里、乔石、宋平、刘华清、荣毅仁、薄一波、宋任穷；
- （全国人大常委会副委员长）邹家华、帕巴拉·格列朗杰、王光英、程思远、布赫、铁木尔·达瓦买提、吴阶平、彭珮云、何鲁丽、周光召、成克杰（2000年罢免）、曹志、丁石孙、成思危、许嘉璐、蒋正华；
- （国务委员）司马义·艾买提、王忠禹；
- （高法高检负责人）肖扬、韩杼滨；
- （全国政协副主席）叶选平、杨汝岱、王兆国、阿沛·阿旺晋美、赵朴初（2000年逝世）、巴金、钱伟长、卢嘉锡（2001年逝世）、任建新、宋健、李贵鲜、陈俊生（2002年逝世）、张思卿、钱正英、丁光训、孙孚凌、安子介（2000年逝世）、霍英东、马万祺、朱光亚、万国权、胡启立、陈锦华、赵南起、毛致用、白立忱、经叔平、罗豪才、张克辉、周铁农、王文元；

和（副国级老同志） 
- （不晚于十四大或八届人大政协一次会议离职的老同志）江华（1999年逝世）、李德生、萧克、余秋里（1999年逝世）、张劲夫、张爱萍、陈锡联（1999年逝世）、段君毅、耿飚（2000年逝世）、姬鹏飞（2000年逝世）、黄华、黄火青（1999年逝世）、习仲勋（2002年逝世）、彭冲、叶飞（1999年逝世）、廖汉生、王芳、谷牧、杨成武、吕正操、马文瑞、王恩茂（2001年逝世）、汪锋（1998年逝世）、郑天翔、刘复之、王鹤寿（1999年逝世）；
- （十四届中央政治局委员、候补委员）杨白冰、王汉斌；
- （十四届中共中央军委副主席）张震；
- （八届全国人大常委会副委员长）倪志福、陈慕华、费孝通、孙起孟、雷洁琼、李锡铭、王丙乾；
- （八届全国政协副主席）吴学谦、赛福鼎·艾则孜、洪学智、杨静仁（2001年逝世）、邓兆祥（1998年逝世）、钱学森、胡绳（2000年逝世）、苏步青、董寅初；
- （其他领导人）邓力群、张廷发、韩光。

- （正国级领导同志）江泽民、胡锦涛、李鹏、朱镕基、李瑞环、李岚清、吴邦国、温家宝、贾庆林、曾庆红、黄菊、吴官正、李长春、罗干；
- （中央政治局委员）王乐泉、王兆国、回良玉、刘淇、刘云山、吴仪、张立昌、张德江、陈良宇、周永康、俞正声、贺国强、郭伯雄、曹刚川、曾培炎；
- （中央政治局候补委员）王刚；
- （仍担任国家领导职务的十五届中央政治局委员）田纪云、迟浩田、张万年、姜春云、钱其琛；
- （正国级老同志）万里、乔石、宋平、刘华清、尉健行、荣毅仁、薄一波、宋任穷；
- （中央书记处书记）徐才厚、何勇；
- （全国人大常委会副委员长）邹家华、帕巴拉·格列朗杰、王光英、程思远、布赫、铁木尔·达瓦买提、吴阶平、彭珮云、周光召、曹志；
- （国务委员）司马义·艾买提、王忠禹；
- （高法高检负责人）肖扬、韩杼滨；
- （全国政协副主席）叶选平、杨汝岱、阿沛·阿旺晋美、巴金、钱伟长、任建新、宋健、李贵鲜、张思卿、钱正英、丁光训、孙孚凌、霍英东、马万祺、朱光亚、万国权、胡启立、陈锦华、赵南起、毛致用、白立忱、经叔平、罗豪才、张克辉、周铁农、王文元；

和（副国级老同志） 
- （不晚于十四大或八届人大政协一次会议离职的老同志）李德生、萧克、张劲夫、张爱萍、段君毅、黄华、彭冲、廖汉生、王芳、谷牧、杨成武、吕正操、马文瑞、郑天翔、刘复之；
- （十四、十五届中央政治局委员）杨白冰、丁关根、李铁映（离职后暂按老同志排名，2003年再度担任副国级领导职务）；
- （十四届中央政治局候补委员）王汉斌；
- （十四届中共中央军委副主席）张震；
- （八届全国人大常委会副委员长）倪志福、陈慕华、费孝通、孙起孟、雷洁琼、李锡铭、王丙乾；
- （八届全国政协副主席）吴学谦、赛福鼎·艾则孜、洪学智、钱学森、苏步青（2003年逝世）、董寅初；
- （其他领导人）邓力群、张廷发、韩光。

- （正国级领导同志）胡锦涛、江泽民（2005年离职，仍按在职正国级领导人排名）、吴邦国、温家宝、贾庆林、曾庆红、黄菊（2007年逝世）、吴官正、李长春、罗干；
- （中央政治局委员）王乐泉、王兆国、回良玉、刘淇、刘云山、吴仪、张立昌、张德江、陈良宇（2006年停职）、周永康、俞正声、贺国强、郭伯雄、曹刚川、曾培炎；
- （中央政治局候补委员）王刚；
- （正国级老同志）李鹏、万里、乔石、朱镕基、李瑞环、宋平、刘华清、尉健行、李岚清、荣毅仁（2005年逝世）、薄一波（2007年逝世）、宋任穷（2005年逝世）；
- （中央书记处书记）徐才厚、何勇；
- （全国人大常委会副委员长）李铁映、司马义·艾买提、何鲁丽、丁石孙、成思危、许嘉璐、蒋正华、顾秀莲、热地、盛华仁、路甬祥、乌云其木格、韩启德、傅铁山（2007年逝世）；
- （国务委员）唐家璇、华建敏、陈至立；
- （高法高检负责人）肖扬、贾春旺；
- （全国政协副主席）王忠禹、廖晖、刘延东、阿沛·阿旺晋美、巴金（2005年逝世）、帕巴拉·格列朗杰、李贵鲜、张思卿、丁光训、霍英东（2006年逝世）、马万祺、白立忱、罗豪才、张克辉、周铁农、郝建秀、陈奎元、阿不来提·阿不都热西提、徐匡迪、李兆焯、黄孟复、王选（2006年逝世）、张怀西、李蒙、董建华（2005年增选）、张梅颖（2005年增选）、张榕明（2005年增选）；

和（副国级老同志） 
- （不晚于十四大或八届人大政协一次会议离职的老同志）李德生、萧克、张劲夫、张爱萍（2003年逝世）、段君毅（2004年逝世）、黄华、彭冲、廖汉生（2006年逝世）、王芳、谷牧、杨成武（2004年逝世）、吕正操、马文瑞（2004年逝世）、郑天翔、刘复之；
- （十四、十五届中央政治局委员）杨白冰、丁关根、田纪云、迟浩田、张万年、姜春云、钱其琛；
- （十四届中央政治局候补委员）王汉斌；
- （十四届中共中央军委副主席）张震；
- （八届、九届全国人大常委会副委员长）倪志福、陈慕华、费孝通（2005年逝世）、孙起孟、雷洁琼、李锡铭、王丙乾、邹家华、王光英、程思远（2005年逝世）、布赫、铁木尔·达瓦买提、吴阶平、彭珮云、周光召、曹志；
- （九届高检检察长）韩杼滨；
- （八届、九届全国政协副主席）吴学谦、赛福鼎·艾则孜（2003年逝世）、洪学智（2006年逝世）、钱学森、董寅初、叶选平、杨汝岱、钱伟长、任建新、宋健、钱正英、孙孚凌、朱光亚、万国权、胡启立、陈锦华、赵南起、毛致用、经叔平、王文元；
- （其他领导人）邓力群、张廷发、韩光。

- （正国级领导同志）胡锦涛、江泽民（离职后仍按在职正国级领导人排名）、吴邦国、温家宝、贾庆林、曾庆红、李长春、习近平、李克强、贺国强、周永康；
- （中央政治局委员、仍担任国家领导职务的十六届中央政治局委员）王刚、王乐泉、王兆国、王岐山、回良玉、刘淇、刘云山、刘延东、李源潮、吴仪、汪洋、张高丽、张德江、俞正声、徐才厚、郭伯雄、曹刚川、曾培炎、薄熙来；
- （正国级老同志）李鹏、万里、乔石、朱镕基、李瑞环、宋平、刘华清、尉健行、李岚清、吴官正、罗干；
- （中央书记处书记）何勇、令计划、王沪宁；
- （全国人大常委会副委员长）李铁映、司马义·艾买提、何鲁丽、丁石孙、成思危、许嘉璐、蒋正华、顾秀莲、热地、盛华仁、路甬祥、乌云其木格、韩启德；
- （国务委员）唐家璇、华建敏、陈至立；
- （高法高检负责人）肖扬、贾春旺；
- （全国政协副主席）王忠禹、廖晖、阿沛·阿旺晋美、帕巴拉·格列朗杰、李贵鲜、张思卿、丁光训、马万祺、白立忱、罗豪才、张克辉、周铁农、郝建秀、陈奎元、阿不来提·阿不都热西提、徐匡迪、李兆焯、黄孟复、张怀西、李蒙、董建华、张梅颖、张榕明；

和（副国级老同志） 
- （不晚于十四大或八届人大政协一次会议离职的老同志）李德生、萧克、张劲夫、黄华、彭冲、王芳、谷牧、吕正操、郑天翔、刘复之；
- （十四、十五、十六届中央政治局委员）杨白冰、丁关根、田纪云、迟浩田、张万年、姜春云、钱其琛、张立昌（2008年逝世）；
- （十四届中央政治局候补委员）王汉斌；
- （十四届中共中央军委副主席）张震；
- （八、九届全国人大常委会副委员长）倪志福、陈慕华、孙起孟、雷洁琼、李锡铭、王丙乾、邹家华、王光英、布赫、铁木尔·达瓦买提、吴阶平、彭珮云、周光召、曹志；
- （九届高检检察长）韩杼滨；
- （八、九届全国政协副主席）吴学谦、钱学森、董寅初、叶选平、杨汝岱、钱伟长、任建新、宋健、钱正英、孙孚凌、朱光亚、万国权、胡启立、陈锦华、赵南起、毛致用、经叔平、王文元；
- （其他领导人）邓力群、张廷发、韩光。

- （正国级领导同志）胡锦涛、江泽民（离职后仍按在职正国级领导人排名）、吴邦国、温家宝、贾庆林、李长春、习近平、李克强、贺国强、周永康；
- （中央政治局委员）王刚、王乐泉、王兆国、王岐山、回良玉、刘淇、刘云山、刘延东、李源潮、汪洋、张高丽、张德江、俞正声、徐才厚、郭伯雄、薄熙来（2012年停职）；
- （正国级老同志）李鹏、万里、乔石、朱镕基、李瑞环、宋平、刘华清（2011年逝世）、尉健行、李岚清、曾庆红、吴官正、罗干；
- （中共中央军委副主席）范长龙（2012年增补）、许其亮（2012年增补）；
- （中央书记处书记）何勇、令计划、王沪宁；
- （全国人大常委会副委员长）路甬祥、乌云其木格、韩启德、华建敏、陈至立、周铁农、李建国、司马义·铁力瓦尔地、蒋树声、陈昌智、严隽琪、桑国卫；
- （国务委员）梁光烈、马凯、孟建柱、戴秉国；
- （高法高检负责人）王胜俊、曹建明；
- （全国政协副主席）廖晖、杜青林、阿沛·阿旺晋美（2009年逝世）、帕巴拉·格列朗杰、马万祺、白立忱、陈奎元、阿不来提·阿不都热西提、李兆焯、黄孟复、董建华、张梅颖、张榕明、钱运录、孙家正、李金华、郑万通、邓朴方、万钢、林文漪、厉无畏、罗富和、陈宗兴、王志珍、何厚铧；

和（副国级老同志） 
- （不晚于十四大或八届人大政协一次会议离职的老同志）李德生（2011年逝世）、萧克（2008年逝世）、张劲夫、黄华（2010年逝世）、彭冲（2010年逝世）、王芳（2009年逝世）、谷牧（2009年逝世）、吕正操（2009年逝世）、郑天翔、刘复之；
- （十四、十五、十六届中央政治局委员）杨白冰、丁关根（2012年逝世）、田纪云、迟浩田、张万年、姜春云、钱其琛、吴仪、曹刚川、曾培炎；
- （十四届中央政治局候补委员）王汉斌；
- （十四届中共中央军委副主席）张震；
- （八、九、十届全国人大常委会副委员长）倪志福、陈慕华（2011年逝世）、孙起孟（2010年逝世）、雷洁琼（2011年逝世）、李锡铭（2008年逝世）、王丙乾、邹家华、王光英、布赫、铁木尔·达瓦买提、吴阶平（2011年逝世）、彭珮云、周光召、曹志、李铁映、司马义·艾买提、何鲁丽、丁石孙、成思危、许嘉璐、蒋正华、顾秀莲、热地、盛华仁；
- （十届国务委员）唐家璇；
- （九、十届高法高检负责人）肖扬、韩杼滨、贾春旺；
- （八、九、十届全国政协副主席）吴学谦（2008年逝世）、钱学森（2009年逝世）、董寅初（2009年逝世）、叶选平、杨汝岱、钱伟长（2010年逝世）、任建新、宋健、钱正英、孙孚凌、朱光亚（2011年逝世）、万国权、胡启立、陈锦华、赵南起、毛致用、经叔平（2009年逝世）、王文元、王忠禹、李贵鲜、张思卿、丁光训、罗豪才、张克辉、郝建秀、徐匡迪、张怀西、李蒙；
- （其他领导人）邓力群、张廷发（2010年逝世）、韩光（2008年逝世）。

- （正国级领导同志）胡锦涛、习近平、江泽民（离职后仍按在职正国级领导人排名，2013年起排在在职正国级领导人之后）、吴邦国、温家宝、贾庆林、李克强、张德江、俞正声、刘云山、王岐山、张高丽；
- （中央政治局委员、仍担任国家领导职务的十七届中央政治局委员）马凯、王刚、王兆国、王沪宁、回良玉、刘延东、刘奇葆、许其亮、孙春兰、孙政才、李建国、李源潮、汪洋、张春贤、范长龙、孟建柱、赵乐际、胡春华、栗战书、徐才厚、郭伯雄、郭金龙、韩正；
- （正国级老同志）李鹏、万里、乔石、朱镕基、李瑞环、宋平、尉健行、李岚清、曾庆红、吴官正、李长春、罗干、贺国强、周永康；
- （中央书记处书记）杜青林、赵洪祝、杨晶；
- （全国人大常委会副委员长）路甬祥、乌云其木格、韩启德、华建敏、陈至立、周铁农、司马义·铁力瓦尔地、蒋树声、陈昌智、严隽琪、桑国卫；
- （国务委员）梁光烈、戴秉国；
- （高法高检负责人）王胜俊、曹建明；
- （全国政协副主席）廖晖、帕巴拉·格列朗杰、马万祺、白立忱、陈奎元、阿不来提·阿不都热西提、李兆焯、黄孟复、董建华、张梅颖、张榕明、钱运录、孙家正、李金华、郑万通、邓朴方、万钢、林文漪、厉无畏、罗富和、陈宗兴、王志珍、何厚铧；

和（副国级老同志）
- （不晚于十四大或八届人大政协一次会议离职的领导人）张劲夫、郑天翔、刘复之；
- （十四、十五、十六、十七届中央政治局委员）杨白冰（2013年逝世）、田纪云、迟浩田、张万年、姜春云、钱其琛、王乐泉、刘淇、吴仪、曹刚川、曾培炎；
- （十四届中央政治局候补委员）王汉斌；
- （十四届中共中央军委副主席）张震；
- （十六、十七届中央书记处书记）何勇、令计划（不再担任副国级领导职务后仍任实职，按老同志排名）；
- （八、九、十届全国人大常委会副委员长）倪志福、王丙乾、邹家华、王光英、布赫、铁木尔·达瓦买提、彭珮云、周光召、曹志、李铁映、司马义·艾买提、何鲁丽、丁石孙、成思危、许嘉璐、蒋正华、顾秀莲、热地、盛华仁；
- （十届国务委员）唐家璇；
- （九、十届高法高检负责人）肖扬、韩杼滨、贾春旺；
- （八、九、十届全国政协副主席）叶选平、杨汝岱、任建新、宋健、钱正英、孙孚凌、万国权、胡启立、陈锦华、赵南起、毛致用、王文元、王忠禹、李贵鲜、张思卿、丁光训（2012年逝世）、罗豪才、张克辉、郝建秀、徐匡迪、张怀西、李蒙；
- （其他老同志）邓力群。

- （正国级领导同志）习近平、李克强、张德江、俞正声、刘云山、王岐山、张高丽、江泽民（离职后仍按在职正国级领导人排名；2014年起排在在职中央政治局委员之后，不再按在职正国级领导人排名）、胡锦涛（离职后仍按在职正国级领导人排名；2014年起排在在职中央政治局委员之后，不再按在职正国级领导人排名）；
- （中央政治局委员）马凯、王沪宁、刘延东、刘奇葆、许其亮、孙春兰、孙政才（2017年被调查）、李建国、李源潮、汪洋、张春贤、范长龙、孟建柱、赵乐际、胡春华、栗战书、郭金龙、韩正；
- （正国级老同志）李鹏、万里（2015年逝世）、乔石（2015年逝世）、朱镕基、李瑞环、吴邦国、温家宝、贾庆林、宋平、尉健行（2015年逝世）、李岚清、曾庆红、吴官正、李长春、罗干、贺国强、周永康（2014年被调查）；
- （中央书记处书记）杜青林、赵洪祝、杨晶；
- （全国人大常委会副委员长）王胜俊、陈昌智、严隽琪、王晨、沈跃跃、吉炳轩、张平、向巴平措、艾力更·依明巴海、万鄂湘、张宝文、陈竺；
- （国务委员）常万全、杨洁篪、郭声琨、王勇；
- （高法高检负责人）周强、曹建明；
- （全国政协副主席）令计划（2014年被调查）、韩启德、帕巴拉·格列朗杰、董建华、万钢、林文漪、罗富和、何厚铧、张庆黎、李海峰、苏荣（2014年被调查）、陈元、卢展工、周小川、王家瑞、王正伟、马飚、齐续春、陈晓光、马培华、刘晓峰、王钦敏、梁振英（2017年增选）；

和（副国级老同志）
- （不晚于十四大或八届人大政协一次会议离职的领导人）张劲夫（2015年逝世）、郑天翔（2013年逝世）、刘复之（2013年逝世）；
- （十四、十五、十六、十七届中央政治局委员）田纪云、迟浩田、张万年（2015年逝世）、姜春云、钱其琛（2017年逝世）、王乐泉、王兆国、回良玉、刘淇、吴仪、郭伯雄（2015年被开除党籍）、曹刚川、曾培炎、王刚、徐才厚（2014年被调查）；
- （十四届中央政治局候补委员）王汉斌；
- （十四届中共中央军委副主席）张震（2015年逝世）；
- （十六、十七届中央书记处书记）何勇；
- （八、九、十、十一届全国人大常委会副委员长）倪志福（2013年逝世）、王丙乾、邹家华、王光英、布赫（2017年逝世）、铁木尔·达瓦买提、彭珮云、周光召、曹志、李铁映、司马义·艾买提、何鲁丽、丁石孙、成思危（2015年逝世）、许嘉璐、蒋正华、顾秀莲、热地、盛华仁、路甬祥、乌云其木格、华建敏、陈至立、周铁农、司马义·铁力瓦尔地、蒋树声、桑国卫；
- （十、十一届国务委员）唐家璇、梁光烈、戴秉国；
- （九、十届高法高检负责人）肖扬、韩杼滨、贾春旺；
- （八、九、十、十一届全国政协副主席）叶选平、杨汝岱、任建新、宋健、钱正英、孙孚凌、万国权（2017年逝世）、胡启立、陈锦华（2016年逝世）、赵南起、毛致用、王文元（2014年逝世）、王忠禹、李贵鲜、张思卿、罗豪才、张克辉、郝建秀、徐匡迪、张怀西、李蒙、廖晖、马万祺（2014年逝世）、白立忱、陈奎元、阿不来提·阿不都热西提、李兆焯、黄孟复、张梅颖、张榕明、钱运录、孙家正、李金华、郑万通、邓朴方、厉无畏、陈宗兴、王志珍；
- （其他老同志）邓力群（2015年逝世）。

注：这一时期，中国官方媒体并未发布全体在职和离职党和国家领导人排名名单，此处排名是根据公开的部分领导人排名和以往排名规律推测得出。
- （正国级领导同志）习近平、李克强、张德江、俞正声、张高丽、栗战书、汪洋、王沪宁、赵乐际、韩正；
- （中央政治局委员、仍担任国家领导职务的十八届中央政治局委员）丁薛祥、马凯、王晨、刘鹤、刘延东、许其亮、孙春兰、李希、李强、李建国、李鸿忠、李源潮、杨洁篪、杨晓渡、张又侠、陈希、陈全国、陈敏尔、范长龙、胡春华、郭声琨、黄坤明、蔡奇；
- （正国级老同志）江泽民、胡锦涛、李鹏、朱镕基、李瑞环、吴邦国、温家宝、贾庆林、宋平、李岚清、曾庆红、吴官正、李长春、罗干、贺国强、刘云山、王岐山（离职后暂按老同志排名，2018年再度担任正国级领导职务）；
- （中央书记处书记、仍担任国家领导职务的十八届中央书记处书记）尤权、杨晶（2018年撤职）、杜青林；
- （全国人大常委会副委员长）王胜俊、陈昌智、严隽琪、沈跃跃、吉炳轩、张平、向巴平措、艾力更·依明巴海、万鄂湘、张宝文、陈竺；
- （国务委员）常万全、王勇；
- （高法高检负责人）周强、曹建明；
- （全国政协副主席）韩启德、帕巴拉·格列朗杰、董建华、万钢、林文漪、罗富和、何厚铧、张庆黎、李海峰、陈元、卢展工、周小川、王家瑞、王正伟、马飚、齐续春、陈晓光、马培华、刘晓峰、王钦敏、梁振英；

和（副国级老同志）
- （十四、十五、十六、十七、十八届中央政治局委员）田纪云、迟浩田、姜春云、王乐泉、王兆国、回良玉、刘淇、吴仪、曹刚川、曾培炎、王刚、刘奇葆（离职后暂按老同志排名，2018年再度担任副国级领导职务）、张春贤（离职后暂按老同志排名，2018年再度担任副国级领导职务）、孟建柱、郭金龙；
- （十四届中央政治局候补委员）王汉斌；
- （十六、十七、十八届中央书记处书记）何勇、赵洪祝；
- （八、九、十、十一届全国人大常委会副委员长）王丙乾、邹家华、王光英、铁木尔·达瓦买提、彭珮云、周光召、曹志、李铁映、司马义·艾买提、何鲁丽、丁石孙、许嘉璐、蒋正华、顾秀莲、热地、盛华仁、路甬祥、乌云其木格、华建敏、陈至立、周铁农、司马义·铁力瓦尔地、蒋树声、桑国卫；
- （十、十一届国务委员）唐家璇、梁光烈、戴秉国；
- （九、十届高法高检负责人）肖扬、韩杼滨、贾春旺；
- （八、九、十、十一届全国政协副主席）叶选平、杨汝岱（2018年逝世）、任建新、宋健、钱正英、孙孚凌、胡启立、赵南起、毛致用、王忠禹、李贵鲜、张思卿、罗豪才（2018年逝世）、张克辉、郝建秀、徐匡迪、张怀西、李蒙、廖晖、白立忱、陈奎元、阿不来提·阿不都热西提、李兆焯、黄孟复、张梅颖、张榕明、钱运录、孙家正、李金华、郑万通、邓朴方、厉无畏、陈宗兴、王志珍。

注：这一时期，中国官方媒体并未发布全体在职和离职党和国家领导人排名名单，此处排名是根据公开的部分领导人排名和以往排名规律推测得出。
- （正国级领导同志）习近平、李克强、栗战书、汪洋、王沪宁、赵乐际、韩正、王岐山；
- （中央政治局委员）丁薛祥、王晨、刘鹤、许其亮、孙春兰、李希、李强、李鸿忠、杨洁篪、杨晓渡、张又侠、陈希、陈全国、陈敏尔、胡春华、郭声琨、黄坤明、蔡奇；
- （正国级老同志）江泽民、胡锦涛、李鹏（2019年逝世）、朱镕基、李瑞环、吴邦国、温家宝、贾庆林、张德江、俞正声、宋平、李岚清、曾庆红、吴官正、李长春、罗干、贺国强、刘云山、张高丽；
- （中央书记处书记）尤权；
- （全国人大常委会副委员长）曹建明、张春贤、沈跃跃、吉炳轩、艾力更·依明巴海、万鄂湘、陈竺、王东明、白玛赤林、丁仲礼、郝明金、蔡达峰、武维华；
- （国务委员）魏凤和、王勇、王毅、肖捷、赵克志；
- （高法高检负责人）周强、张军；
- （全国政协副主席）张庆黎、刘奇葆、帕巴拉·格列朗杰、董建华、万钢、何厚铧、卢展工、王正伟、马飚、陈晓光、梁振英、夏宝龙、杨传堂、李斌、巴特尔、汪永清、何立峰、苏辉、郑建邦、辜胜阻、刘新成、何维、邵鸿、高云龙；

和（副国级老同志）
- （十四、十五、十六、十七、十八届中央政治局委员）田纪云、迟浩田、姜春云（2021年逝世）、王乐泉、王兆国、回良玉、刘淇、吴仪、曹刚川、曾培炎、王刚、刘延东、李源潮、马凯、李建国、范长龙、孟建柱、郭金龙；
- （十四届中央政治局候补委员）王汉斌；
- （十六、十七、十八届中央书记处书记）何勇、杜青林、赵洪祝；
- （八、九、十、十一、十二届全国人大常委会副委员长）王丙乾、邹家华、王光英（2018年逝世）、铁木尔·达瓦买提（2018年逝世）、彭珮云、周光召、曹志（2020年逝世）、李铁映、司马义·艾买提（2018年逝世）、何鲁丽（2022年逝世）、丁石孙（2019年逝世）、许嘉璐、蒋正华、顾秀莲、热地、盛华仁、路甬祥、乌云其木格、华建敏、陈至立、周铁农、司马义·铁力瓦尔地、蒋树声、桑国卫、王胜俊、陈昌智、严隽琪、张平、向巴平措、张宝文；
- （十、十一、十二届国务委员）唐家璇、梁光烈、戴秉国、常万全；
- （九、十届高法高检负责人）肖扬（2019年逝世）、韩杼滨、贾春旺；
- （八、九、十、十一、十二届全国政协副主席）叶选平（2019年逝世）、任建新、宋健、钱正英（2022年逝世）、孙孚凌（2018年逝世）、胡启立、赵南起（2018年逝世）、毛致用（2019年逝世）、王忠禹、李贵鲜、张思卿（2022年逝世）、张克辉、郝建秀、徐匡迪、张怀西、李蒙、廖晖、白立忱、陈奎元、阿不来提·阿不都热西提、李兆焯、黄孟复、张梅颖、张榕明、钱运录、孙家正、李金华、郑万通、邓朴方、厉无畏、陈宗兴、王志珍、韩启德、林文漪、罗富和、李海峰、陈元、周小川、王家瑞、齐续春、马培华、刘晓峰、王钦敏。

- （正国级领导同志）习近平、李克强、栗战书、汪洋、李强、赵乐际、王沪宁、韩正、蔡奇、丁薛祥、李希、王岐山；
- （中央政治局委员、仍担任国家领导职务的十九届中央政治局委员）马兴瑞、王晨、王毅、尹力、石泰峰、刘鹤、刘国中、许其亮、孙春兰、李干杰、李书磊、李鸿忠、杨晓渡、何卫东、何立峰、张又侠、张国清、陈文清、陈吉宁、陈敏尔、胡春华、袁家军、黄坤明；
- （正国级老同志）江泽民（2022年逝世）、胡锦涛、朱镕基、李瑞环、吴邦国、温家宝、贾庆林、张德江、俞正声、宋平、李岚清、曾庆红、吴官正、李长春、罗干、贺国强、刘云山、张高丽；
- （中央书记处书记）刘金国、王小洪；
- （全国人大常委会副委员长）曹建明、张春贤、沈跃跃、吉炳轩、艾力更·依明巴海、万鄂湘、陈竺、王东明、白玛赤林、丁仲礼、郝明金、蔡达峰、武维华；
- （国务委员）魏凤和、王勇、肖捷、赵克志；
- （高法高检负责人）周强、张军；
- （全国政协副主席）张庆黎、刘奇葆、帕巴拉·格列朗杰、董建华、万钢、何厚铧、卢展工、王正伟、马飚、陈晓光、梁振英、夏宝龙、杨传堂、李斌、巴特尔、汪永清、苏辉、郑建邦、辜胜阻、刘新成、何维、邵鸿、高云龙；

和（副国级老同志）
- （十四、十五、十六、十七、十八、十九届中央政治局委员）田纪云、迟浩田、王乐泉、王兆国、回良玉、刘淇、吴仪、曹刚川、曾培炎、王刚、刘延东、李源潮、马凯、李建国、范长龙、孟建柱、郭金龙、杨洁篪、陈希（不再担任副国级领导职务后仍任实职，按老同志排名）、陈全国、郭声琨；
- （十四届中央政治局候补委员）王汉斌；
- （十六、十七、十八、十九届中央书记处书记）何勇、杜青林、赵洪祝、尤权；
- （八、九、十、十一、十二届全国人大常委会副委员长）王丙乾、邹家华、彭珮云、周光召、李铁映、许嘉璐、蒋正华、顾秀莲、热地、盛华仁、路甬祥、乌云其木格、华建敏、陈至立、周铁农、司马义·铁力瓦尔地、蒋树声、桑国卫、王胜俊、陈昌智、严隽琪、张平、向巴平措、张宝文；
- （十、十一、十二届国务委员）唐家璇、梁光烈、戴秉国、常万全；
- （九、十届高检检察长）韩杼滨、贾春旺；
- （九、十、十一、十二届全国政协副主席）任建新、宋健、胡启立、王忠禹、李贵鲜、张克辉、郝建秀、徐匡迪、张怀西、李蒙、廖晖、白立忱、陈奎元、阿不来提·阿不都热西提、李兆焯、黄孟复、张梅颖、张榕明、钱运录、孙家正、李金华、郑万通、邓朴方、厉无畏、陈宗兴、王志珍、韩启德、林文漪、罗富和、李海峰、陈元、周小川、王家瑞、齐续春、马培华、刘晓峰、王钦敏。

- （正国级领导同志）习近平、李强、赵乐际、王沪宁、蔡奇、丁薛祥、李希、韩正；
- （中央政治局委员）马兴瑞、王毅、尹力、石泰峰、刘国中、李干杰、李书磊、李鸿忠、何卫东、何立峰、张又侠、张国清、陈文清、陈吉宁、陈敏尔、袁家军、黄坤明；
- （正国级老同志）胡锦涛、朱镕基、李瑞环、吴邦国（2024年逝世）、温家宝、贾庆林、李克强（2023年逝世）、张德江、俞正声、栗战书、汪洋、宋平、李岚清、曾庆红、吴官正、李长春、罗干、贺国强、刘云山、王岐山、张高丽；
- （中央书记处书记）刘金国、王小洪；
- （全国人大常委会副委员长）王东明、肖捷、郑建邦、丁仲礼、郝明金、蔡达峰、何维、武维华、铁凝、彭清华、张庆伟、洛桑江村、雪克来提·扎克尔；
- （国务委员）李尚福（2023年免职）、吴政隆、谌贻琴、秦刚（2023年免职）；
- （高法高检负责人）张军、应勇；
- （全国政协副主席）胡春华、沈跃跃、王勇、周强、帕巴拉·格列朗杰、何厚铧、梁振英、巴特尔、苏辉、邵鸿、高云龙、陈武、穆虹、咸辉、王东峰、姜信治、蒋作君、何报翔、王光谦、秦博勇、朱永新、杨震；

和（副国级老同志）
- （十四、十五、十六、十七、十八、十九届中央政治局委员）田纪云、迟浩田、王乐泉、王兆国、回良玉、刘淇、吴仪、曹刚川、曾培炎、王刚、刘延东、李源潮、马凯、许其亮（2025年逝世）、孙春兰、李建国、范长龙、孟建柱、郭金龙、王晨、刘鹤、杨洁篪、杨晓渡、陈希（不再担任副国级领导职务后仍任实职，按老同志排名）、陈全国、郭声琨；
- （十四届中央政治局候补委员）王汉斌；
- （十六、十七、十八、十九届中央书记处书记）何勇、杜青林、赵洪祝、尤权；
- （八、九、十、十一、十二、十三届全国人大常委会副委员长）王丙乾、邹家华（2025年逝世）、彭珮云、周光召（2024年逝世）、李铁映、许嘉璐、蒋正华、顾秀莲、热地（2025年逝世）、盛华仁、路甬祥、乌云其木格（2024年逝世）、华建敏、陈至立、周铁农（2023年逝世）、司马义·铁力瓦尔地、蒋树声、桑国卫（2023年逝世）、王胜俊、陈昌智、严隽琪、张平、向巴平措、张宝文、曹建明、张春贤、吉炳轩、艾力更·依明巴海、万鄂湘、陈竺、白玛赤林；
- （十、十一、十二、十三届国务委员）唐家璇、梁光烈（2024年逝世）、戴秉国、常万全、魏凤和（2023年被审查）、赵克志；
- （九、十届高检检察长）韩杼滨、贾春旺；
- （九、十、十一、十二、十三届全国政协副主席）任建新（2024年逝世）、宋健、胡启立、王忠禹、李贵鲜、张克辉（2024年逝世）、郝建秀、徐匡迪、张怀西、李蒙、廖晖、白立忱、陈奎元、阿不来提·阿不都热西提、李兆焯、黄孟复、张梅颖、张榕明、钱运录、孙家正、李金华、郑万通、邓朴方、厉无畏、陈宗兴、王志珍、韩启德、林文漪、罗富和、李海峰、陈元、周小川、王家瑞、齐续春、马培华、刘晓峰、王钦敏、张庆黎、刘奇葆、董建华、万钢、卢展工、王正伟、马飚、陈晓光、夏宝龙（不再担任副国级领导职务后仍任实职，按老同志排名）、杨传堂、李斌、汪永清、辜胜阻、刘新成。

注：截至目前，中国官方媒体尚未发布全体在职和离职党和国家领导人排名名单，此处排名是根据公开的部分领导人排名和以往排名规律推测得出。

### 历年简表
| 年   | 最高领导人 | 中共中央主席 | 中央人民政府主席 | 中央军委主席 | 总理   | 全国政协主席 |
| ---- | ---------- | ------------ | ---------------- | ------------ | ------ | ------------ |
| 1949 | 毛泽东     | 毛泽东       | 毛泽东           | 毛泽东       | 周恩来 | 毛泽东       |
| 1950 | 毛泽东     | 毛泽东       | 毛泽东           | 毛泽东       | 周恩来 | 毛泽东       |
| 1951 | 毛泽东     | 毛泽东       | 毛泽东           | 毛泽东       | 周恩来 | 毛泽东       |
| 1952 | 毛泽东     | 毛泽东       | 毛泽东           | 毛泽东       | 周恩来 | 毛泽东       |
| 1953 | 毛泽东     | 毛泽东       | 毛泽东           | 毛泽东       | 周恩来 | 毛泽东       |

| 年       | 最高领导人    | 中共中央主席  | 国家主席       | 国家副主席          | 中央军委主席  | 总理          | 全国人大委员长 | 全国政协主席 |
| -------- | ------------- | ------------- | -------------- | ------------------- | ------------- | ------------- | -------------- | ------------ |
| 1954     | 毛泽东        | 毛泽东        | 毛泽东         | 朱德                | 毛泽东        | 周恩来        | 刘少奇         | 周恩来       |
| 1955     | 毛泽东        | 毛泽东        | 毛泽东         | 朱德                | 毛泽东        | 周恩来        | 刘少奇         | 周恩来       |
| 1956     | 毛泽东        | 毛泽东        | 毛泽东         | 朱德                | 毛泽东        | 周恩来        | 刘少奇         | 周恩来       |
| 1957     | 毛泽东        | 毛泽东        | 毛泽东         | 朱德                | 毛泽东        | 周恩来        | 刘少奇         | 周恩来       |
| 1958     | 毛泽东        | 毛泽东        | 毛泽东         | 朱德                | 毛泽东        | 周恩来        | 刘少奇         | 周恩来       |
| 1959     | 毛泽东        | 毛泽东        | 毛泽东→刘少奇  | 朱德→宋庆龄、董必武 | 毛泽东        | 周恩来        | 刘少奇→朱德    | 周恩来       |
| 1960年代 |               |               |                |                     |               |               |                |              |
| 1960     | 毛泽东        | 毛泽东        | 刘少奇         | 宋庆龄、董必武      | 毛泽东        | 周恩来        | 朱德           | 周恩来       |
| 1961     | 毛泽东        | 毛泽东        | 刘少奇         | 宋庆龄、董必武      | 毛泽东        | 周恩来        | 朱德           | 周恩来       |
| 1962     | 毛泽东        | 毛泽东        | 刘少奇         | 宋庆龄、董必武      | 毛泽东        | 周恩来        | 朱德           | 周恩来       |
| 1963     | 毛泽东        | 毛泽东        | 刘少奇         | 宋庆龄、董必武      | 毛泽东        | 周恩来        | 朱德           | 周恩来       |
| 1964     | 毛泽东        | 毛泽东        | 刘少奇         | 宋庆龄、董必武      | 毛泽东        | 周恩来        | 朱德           | 周恩来       |
| 1965     | 毛泽东        | 毛泽东        | 刘少奇         | 宋庆龄、董必武      | 毛泽东        | 周恩来        | 朱德           | 周恩来       |
| 1966     | 毛泽东        | 毛泽东        | 刘少奇         | 宋庆龄、董必武      | 毛泽东        | 周恩来        | 朱德           | 周恩来       |
| 1967     | 毛泽东        | 毛泽东        | 刘少奇         | 宋庆龄、董必武      | 毛泽东        | 周恩来        | 朱德           | 周恩来       |
| 1968     | 毛泽东        | 毛泽东        | 刘少奇         | 宋庆龄、董必武      | 毛泽东        | 周恩来        | 朱德           | 周恩来       |
| 1969     | 毛泽东        | 毛泽东        | 国家主席空缺期 | 宋庆龄、董必武      | 毛泽东        | 周恩来        | 朱德           | 周恩来       |
| 1970年代 |               |               |                |                     |               |               |                |              |
| 1970     | 毛泽东        | 毛泽东        | 国家主席空缺期 | 宋庆龄、董必武      | 毛泽东        | 周恩来        | 朱德           | 周恩来       |
| 1971     | 毛泽东        | 毛泽东        | 国家主席空缺期 | 宋庆龄、董必武      | 毛泽东        | 周恩来        | 朱德           | 周恩来       |
| 1972     | 毛泽东        | 毛泽东        | 国家主席空缺期 | 宋庆龄、董必武      | 毛泽东        | 周恩来        | 朱德           | 周恩来       |
| 1973     | 毛泽东        | 毛泽东        | 国家主席空缺期 | 宋庆龄、董必武      | 毛泽东        | 周恩来        | 朱德           | 周恩来       |
| 1974     | 毛泽东        | 毛泽东        | 国家主席空缺期 | 宋庆龄、董必武      | 毛泽东        | 周恩来        | 朱德           | 周恩来       |
| 1975     | 毛泽东        | 毛泽东        | 国家主席废除期 | 国家主席废除期      | 毛泽东        | 周恩来        | 朱德           | 周恩来       |
| 1976     | 毛泽东→华国锋 | 毛泽东→华国锋 | 国家主席废除期 | 国家主席废除期      | 毛泽东→华国锋 | 周恩来→华国锋 | 朱德→空缺      | 周恩来→空缺  |
| 1977     | 华国锋        | 华国锋        | 国家主席废除期 | 国家主席废除期      | 华国锋        | 华国锋        | 空缺           | 空缺         |
| 1978     | 华国锋→邓小平 | 华国锋        | 国家主席废除期 | 国家主席废除期      | 华国锋        | 华国锋        | 叶剑英         | 邓小平       |
| 1979     | 邓小平#       | 华国锋        | 国家主席废除期 | 国家主席废除期      | 华国锋        | 华国锋        | 叶剑英         | 邓小平       |
| 1980年代 |               |               |                |                     |               |               |                |              |
| 1980     | 邓小平#       | 华国锋        | 国家主席废除期 | 国家主席废除期      | 华国锋        | 华国锋→赵紫阳 | 叶剑英         | 邓小平       |
| 1981     | 邓小平#       | 华国锋→胡耀邦 | 国家主席废除期 | 国家主席废除期      | 华国锋→邓小平 | 赵紫阳        | 叶剑英         | 邓小平       |
| 1982     | 邓小平        | 胡耀邦        | 国家主席废除期 | 国家主席废除期      | 邓小平        | 赵紫阳        | 叶剑英         | 邓小平       |

- 華國鋒在1976－81年擔任中共中央主席兼中央軍委主席, 但1978年開始鄧小平掌握實權，當時擔任中共中央副主席、全國政協主席、國務院副總理、中央軍委副主席。

| 年       | 最高领导人    | 中共中央总书记 | 国家主席      | 国家副主席    | 中央军委主席  | 总理          | 全国人大委员长 | 全国政协主席  |
| -------- | ------------- | -------------- | ------------- | ------------- | ------------- | ------------- | -------------- | ------------- |
| 1983     | 邓小平        | 胡耀邦         | 李先念        | 乌兰夫        | 邓小平        | 赵紫阳        | 叶剑英→彭真    | 邓小平→邓颖超 |
| 1984     | 邓小平        | 胡耀邦         | 李先念        | 乌兰夫        | 邓小平        | 赵紫阳        | 彭真           | 邓颖超        |
| 1985     | 邓小平        | 胡耀邦         | 李先念        | 乌兰夫        | 邓小平        | 赵紫阳        | 彭真           | 邓颖超        |
| 1986     | 邓小平        | 胡耀邦         | 李先念        | 乌兰夫        | 邓小平        | 赵紫阳        | 彭真           | 邓颖超        |
| 1987     | 邓小平        | 胡耀邦→赵紫阳  | 李先念        | 乌兰夫        | 邓小平        | 赵紫阳→李鹏   | 彭真           | 邓颖超        |
| 1988     | 邓小平        | 赵紫阳         | 李先念→杨尚昆 | 乌兰夫→王震   | 邓小平        | 李鹏          | 彭真→万里      | 邓颖超→李先念 |
| 1989     | 邓小平        | 赵紫阳→江泽民  | 杨尚昆        | 王震          | 邓小平→江泽民 | 李鹏          | 万里           | 李先念        |
| 1990年代 |               |                |               |               |               |               |                |               |
| 1990     | 邓小平        | 江泽民         | 杨尚昆        | 王震          | 江泽民        | 李鹏          | 万里           | 李先念        |
| 1991     | 邓小平        | 江泽民         | 杨尚昆        | 王震          | 江泽民        | 李鹏          | 万里           | 李先念        |
| 1992     | 邓小平→江泽民 | 江泽民         | 杨尚昆        | 王震          | 江泽民        | 李鹏          | 万里           | 李先念→空缺   |
| 1993     | 江泽民        | 江泽民         | 杨尚昆→江泽民 | 王震→荣毅仁   | 江泽民        | 李鹏          | 万里→乔石      | 李瑞环        |
| 1994     | 江泽民        | 江泽民         | 江泽民        | 荣毅仁        | 江泽民        | 李鹏          | 乔石           | 李瑞环        |
| 1995     | 江泽民        | 江泽民         | 江泽民        | 荣毅仁        | 江泽民        | 李鹏          | 乔石           | 李瑞环        |
| 1996     | 江泽民        | 江泽民         | 江泽民        | 荣毅仁        | 江泽民        | 李鹏          | 乔石           | 李瑞环        |
| 1997     | 江泽民        | 江泽民         | 江泽民        | 荣毅仁        | 江泽民        | 李鹏          | 乔石           | 李瑞环        |
| 1998     | 江泽民        | 江泽民         | 江泽民        | 荣毅仁→胡锦涛 | 江泽民        | 李鹏→朱镕基   | 乔石→李鹏      | 李瑞环        |
| 1999     | 江泽民        | 江泽民         | 江泽民        | 胡锦涛        | 江泽民        | 朱镕基        | 李鹏           | 李瑞环        |
| 2000年代 |               |                |               |               |               |               |                |               |
| 2000     | 江泽民        | 江泽民         | 江泽民        | 胡锦涛        | 江泽民        | 朱镕基        | 李鹏           | 李瑞环        |
| 2001     | 江泽民        | 江泽民         | 江泽民        | 胡锦涛        | 江泽民        | 朱镕基        | 李鹏           | 李瑞环        |
| 2002     | 江泽民→胡锦涛 | 江泽民→胡锦涛  | 江泽民        | 胡锦涛        | 江泽民        | 朱镕基        | 李鹏           | 李瑞环        |
| 2003     | 胡锦涛        | 胡锦涛         | 江泽民→胡锦涛 | 胡锦涛→曾庆红 | 江泽民        | 朱镕基→温家宝 | 李鹏→吴邦国    | 李瑞环→贾庆林 |
| 2004     | 胡锦涛        | 胡锦涛         | 胡锦涛        | 曾庆红        | 江泽民→胡锦涛 | 温家宝        | 吴邦国         | 贾庆林        |
| 2005     | 胡锦涛        | 胡锦涛         | 胡锦涛        | 曾庆红        | 胡锦涛        | 温家宝        | 吴邦国         | 贾庆林        |
| 2006     | 胡锦涛        | 胡锦涛         | 胡锦涛        | 曾庆红        | 胡锦涛        | 温家宝        | 吴邦国         | 贾庆林        |
| 2007     | 胡锦涛        | 胡锦涛         | 胡锦涛        | 曾庆红        | 胡锦涛        | 温家宝        | 吴邦国         | 贾庆林        |
| 2008     | 胡锦涛        | 胡锦涛         | 胡锦涛        | 曾庆红→习近平 | 胡锦涛        | 温家宝        | 吴邦国         | 贾庆林        |
| 2009     | 胡锦涛        | 胡锦涛         | 胡锦涛        | 习近平        | 胡锦涛        | 温家宝        | 吴邦国         | 贾庆林        |
| 2010年代 |               |                |               |               |               |               |                |               |
| 2010     | 胡锦涛        | 胡锦涛         | 胡锦涛        | 习近平        | 胡锦涛        | 温家宝        | 吴邦国         | 贾庆林        |
| 2011     | 胡锦涛        | 胡锦涛         | 胡锦涛        | 习近平        | 胡锦涛        | 温家宝        | 吴邦国         | 贾庆林        |
| 2012     | 胡锦涛→习近平 | 胡锦涛→习近平  | 胡锦涛        | 习近平        | 胡锦涛→习近平 | 温家宝        | 吴邦国         | 贾庆林        |
| 2013     | 习近平        | 习近平         | 胡锦涛→习近平 | 习近平→李源潮 | 习近平        | 温家宝→李克强 | 吴邦国→张德江  | 贾庆林→俞正声 |
| 2014     | 习近平        | 习近平         | 习近平        | 李源潮        | 习近平        | 李克强        | 张德江         | 俞正声        |
| 2015     | 习近平        | 习近平         | 习近平        | 李源潮        | 习近平        | 李克强        | 张德江         | 俞正声        |
| 2016     | 习近平        | 习近平         | 习近平        | 李源潮        | 习近平        | 李克强        | 张德江         | 俞正声        |
| 2017     | 习近平        | 习近平         | 习近平        | 李源潮        | 习近平        | 李克强        | 张德江         | 俞正声        |
| 2018     | 习近平        | 习近平         | 习近平        | 李源潮→王岐山 | 习近平        | 李克强        | 张德江→栗战书  | 俞正声→汪洋   |
| 2019     | 习近平        | 习近平         | 习近平        | 王岐山        | 习近平        | 李克强        | 栗战书         | 汪洋          |
| 2020年代 |               |                |               |               |               |               |                |               |
| 2020     | 习近平        | 习近平         | 习近平        | 王岐山        | 习近平        | 李克强        | 栗战书         | 汪洋          |
| 2021     | 习近平        | 习近平         | 习近平        | 王岐山        | 习近平        | 李克强        | 栗战书         | 汪洋          |
| 2022     | 习近平        | 习近平         | 习近平        | 王岐山        | 习近平        | 李克强        | 栗战书         | 汪洋          |
| 2023     | 习近平        | 习近平         | 习近平        | 王岐山→韩正   | 习近平        | 李克强→李强   | 栗战书→赵乐际  | 汪洋→王沪宁   |
| 2024     | 习近平        | 习近平         | 习近平        | 韩正          | 习近平        | 李强          | 赵乐际         | 王沪宁        |
| 2025     | 习近平        | 习近平         | 习近平        | 韩正          | 习近平        | 李强          | 赵乐际         | 王沪宁        |

- 江澤民在2002年、2003年先後卸任中共中央總書記和國家主席, 但直到2004年才卸任中共中央軍委主席，由胡錦濤接任。

## 中华人民共和国以外用法
习惯上，一些与中华人民共和国同属无产阶级政党的国家（如朝鲜、古巴、越南、老挝等），在与中方的正式交流中有时会使用“党和国家领导人”。同时一些中文新闻或报道在涉及这些国家时也会使用这一专有名词，但并无精确的人员范围。

### 主要依据
- 中国人物（页面存档备份，存于），新华网资料频道，新华通讯社网络中心
  - 党和国家领导人（页面存档备份，存于）（配照片名单版）、党和国家领导人（结构图版）（页面存档备份，存于）
  - 百官简历